# Gyllenstierna
Gyllenstierna eller Gyldenstierne är en dansk uradlig ätt som gav upphov till två svenska grenar på 1440- och 1660-talen, den första från Timlinjen och den andra från Restruplinjen. I Sverige dog den adliga ätten ut 1654, men den hade dessförinnan utgrenats i en friherrlig gren, Gyllenstierna af Lundholm, vilken fortlever som enda ätt.. Denna gren utgrenades i sin tur i både friherrliga och grevliga ätter, som fortlever.
En annan, numera utdöd gren av den danska ätten, Gyllenstierna af Svaneholm, introducerades 1664  på svenska riddarhuset efter Skånes införlivande med Sverige, men denna gren utslocknade år 1705.
Under huvuddelen av 1600-talet var ätten Gyllenstierna månghövdad och representerad i det svenska riksrådet. Den politik ättens medlemmar i regel förde var för kungligt envälde och reduktion, och mot högadeln som ätten, något motsägelsefullt, själv måste anses ha tillhört.
Familjens släktnamn förekommer, i form av Guildenstern, i William Shakespeares Hamlet.

## Danska rötter från släktens stamgård Ågård
Den danska ätten Gyldenstierne fick sin gryning på den danska släktens stamgård Ågård i Kettrup Sogn söder om Fjerritslev i Jammerbugts kommun på Jylland, enligt sägerna känd genom den storväxte hedningen Eric Långeben till Agaard. Hans son Eric Ericssen kristnades och fick sönerna Knut och Erik. En riddare Nils Eriksson till Aagaard på Jylland, nämnd i en handling från 1314, har ansetts vara son till Erik räknats som ättens första med säkerhet kända stamfader. Men den förste säkerställde anfadern är i stället Erik Nilsson som blev marsk före 1347 och levde ännu 1365.

### Släkttavla
1. Eric Långeben till Ågård
  1. Eric Ericssen
    1. Knud Eriksen
      1. Niels Knudsen
        1. NN Gyldenstjerne

      2. Erik Knudsen, gift med Anna Trefeld
        1. Niels Eriksen, gift med Edel Saltensee
          1. Susanne Nielsdatter, gift med Niels Iversen Rosenkrantz
          2. NN Nielsdatter, gift med Gotskalk Limbek
          3. Erik Nielsen, marsk. Gift med Cæcilie Pedersdatter 
            1. Cecilie Eriksdatter, gift med Bo Falk till Vallö
            2. Niels Eriksen
              1. Knud Nielsen till Restrup, gift med Anne Christensdatter
              2. Peder Nielsen Gyldenstierne, länsman på Ribershus, gift med NN Gertsdatter Ulfstand
              3. Erik Nielsen var gift med Gørvel (Gerver) Andersdatter Lunge, och de fick barnen:[7]
                1. Görvel Eriksdotter Gyllenstierna
                2. Abraham Eriksson (Gyllenstierna)
                3. Christina Eriksdotter
                4. Kerstin Eriksdotter Gyllenstierna
                5. Erik Eriksson (Gyllenstierna) den äldre, gift med Kristina Karlsdotter (Bonde), dotter till sedermera kungen Karl Knutsson och Birgitta Turesdotter (Bielke)
                  1. Karin Eriksdotter (Gyllenstierna) gift med Hans Åkesson (Tott).
                  2. Nils Eriksson Gyllenstierna, till Fågelvik
                  3. Karl Eriksson Gyllenstierna af Lundholm
                  4. Erik Eriksson Gyllenstierna till Fågelvik

                6. Nils Eriksson Gyldenstierne (död 1484), danskt riksråd

Den danska ätten Gyldenstierne utslocknade år 1729, men före det naturaliserade två grenar på Svenska Riddarhuset, som Gyllenstierna af Svaneholm och Gyllenstierna af Nynäs vilka avslutar släkttavlan för ätten Gyllenstierna af Svaneholm nedan.

## Adliga ätten Gyllenstierna af Svaneholm
Eric Hardenberg Gyldenstierne till Svaneholm i Skurups socken samt Karsholm  (1622–1665) naturaliserad Gyllenstierna af Svaneholm, var dansk. Han föddes 1622 på Svaneholms slott, var hovjunkare vid danska hovet, tog avsked 1646 och var dansk ryttmästare tills han tog avsked ur dansk tjänst 1650. Han bosatte sig då på sitt gods. Vid freden i Roskilde 1658 blev Skåne svenskt, vilket även inkluderade godset som Eric Hardenberg Gyldenstierne bodde på. Eric Hardenberg Gyldenstierne hyllade konung Karl X Gustav och introducerades på grund av det och på grund av sitt gods på Svenska Riddarhuset, först under nummer 41 och senare under nummer 29, som Gyllenstierna af Svaneholm.
Gyllenstierna hade två söner, vilka båda var ryttmästare och förblev ogifta, Preben Gyldenstierne til Karsholm (1656–1677) och Axel Gyllenstierna, till Svaneholm, Karsholm, Brödda, Pugerup och Boalän. Efter Prebens död var Axel ensam ägare till Svaneholm. Axel dog ogift år 1705 på Svaneholms slott och är efter begravningsakt i Sankta Maria kyrka i Ystad gravsatt i kryptan i Skurups kyrka. 
Med Axel Gyllenstiernas död utslocknade ätten Gyllenstierna af Svaneholm. Han hade testamenterat slottet till sin systerson Axel Julius Coyet, men hans syster Sofia lyckades få halva slottet genom en process. Denna halva köptes 1751 av friherren Gustaf Julius Coyet.

### Släktträd för danska ätten Gyldenstierne med utgrenade ätterGyllenstierna af Nynäs och Gyllenstierna af Svaneholm
Utlämningar har gjorts i alla led. 
| Nils Eriksson Riddare till Aagaard                                                                                | | | | | |  |  |                                                                                    |                                                                                    |                                                                                    |                                                                                    |                                                                                    |                                                                                    |  |  |                                                     |                                                     |                                                     |                                                     |                                                     |                                                     |  |  |                                                                                            |                                                                                            |                                                                                            |                                                                                            |                                                                                            |                                                                                            |  |  |                                                |                                                |                                                |                                                |                                                |                                                |  |  |                  |                  |                  |                  |                  |                  |  |  |  |  |  |  |  |  |  |  |  |  |  |  |  |  |  |  |  |  |  |  |  |  |  |  |  |  |  |  |  |  |  |  |  |  |  |  |  |  |
| | | | | | |  |  |                                                                                    |                                                                                    |                                                                                    |                                                                                    |                                                                                    |                                                                                    |  |  |                                                     |                                                     |                                                     |                                                     |                                                     |                                                     |  |  |                                                                                            |                                                                                            |                                                                                            |                                                                                            |                                                                                            |                                                                                            |  |  |                                                |                                                |                                                |                                                |                                                |                                                |  |  |                  |                  |                  |                  |                  |                  |  |  |  |  |  |  |  |  |  |  |  |  |  |  |  |  |  |  |  |  |  |  |  |  |  |  |  |  |  |  |  |  |  |  |  |  |  |  |  |  |
| | | | | | |  |  |                                                                                    |                                                                                    |                                                                                    |                                                                                    |                                                                                    |                                                                                    |  |  |                                                     |                                                     |                                                     |                                                     |                                                     |                                                     |  |  |                                                                                            |                                                                                            |                                                                                            |                                                                                            |                                                                                            |                                                                                            |  |  |                                                |                                                |                                                |                                                |                                                |                                                |  |  |                  |                  |                  |                  |                  |                  |  |  |  |  |  |  |  |  |  |  |  |  |  |  |  |  |  |  |  |  |  |  |  |  |  |  |  |  |  |  |  |  |  |  |  |  |  |  |  |  |
| Erik Nielsen till Aagaard och Restrup Dansk riksmarsk                                                             | Erik Nielsen till Aagaard och Restrup Dansk riksmarsk                                                             | Erik Nielsen till Aagaard och Restrup Dansk riksmarsk                                                             | Erik Nielsen till Aagaard och Restrup Dansk riksmarsk                                                             | Erik Nielsen till Aagaard och Restrup Dansk riksmarsk                                                             | Erik Nielsen till Aagaard och Restrup Dansk riksmarsk                                                             |  |  | Jacob Nielssen. Riddare.                                                           | Jacob Nielssen. Riddare.                                                           | Jacob Nielssen. Riddare.                                                           | Jacob Nielssen. Riddare.                                                           | Jacob Nielssen. Riddare.                                                           | Jacob Nielssen. Riddare.                                                           |  |  | Susanne Nielsdotter, gm Niels Iversen (Rosenkrantz) | Susanne Nielsdotter, gm Niels Iversen (Rosenkrantz) | Susanne Nielsdotter, gm Niels Iversen (Rosenkrantz) | Susanne Nielsdotter, gm Niels Iversen (Rosenkrantz) | Susanne Nielsdotter, gm Niels Iversen (Rosenkrantz) | Susanne Nielsdotter, gm Niels Iversen (Rosenkrantz) |  |  |                                                                                            |                                                                                            |                                                                                            |                                                                                            |                                                                                            |                                                                                            |  |  |                                                |                                                |                                                |                                                |                                                |                                                |  |  |                  |                  |                  |                  |                  |                  |  |  |  |  |  |  |  |  |  |  |  |  |  |  |  |  |  |  |  |  |  |  |  |  |  |  |  |  |  |  |  |  |  |  |  |  |  |  |  |  |
| Erik Nielsen till Aagaard och Restrup Dansk riksmarsk                                                             | Erik Nielsen till Aagaard och Restrup Dansk riksmarsk                                                             | Erik Nielsen till Aagaard och Restrup Dansk riksmarsk                                                             | Erik Nielsen till Aagaard och Restrup Dansk riksmarsk                                                             | Erik Nielsen till Aagaard och Restrup Dansk riksmarsk                                                             | Erik Nielsen till Aagaard och Restrup Dansk riksmarsk                                                             |  |  | Jacob Nielssen. Riddare.                                                           | Jacob Nielssen. Riddare.                                                           | Jacob Nielssen. Riddare.                                                           | Jacob Nielssen. Riddare.                                                           | Jacob Nielssen. Riddare.                                                           | Jacob Nielssen. Riddare.                                                           |  |  | Susanne Nielsdotter, gm Niels Iversen (Rosenkrantz) | Susanne Nielsdotter, gm Niels Iversen (Rosenkrantz) | Susanne Nielsdotter, gm Niels Iversen (Rosenkrantz) | Susanne Nielsdotter, gm Niels Iversen (Rosenkrantz) | Susanne Nielsdotter, gm Niels Iversen (Rosenkrantz) | Susanne Nielsdotter, gm Niels Iversen (Rosenkrantz) |  |  |                                                                                            |                                                                                            |                                                                                            |                                                                                            |                                                                                            |                                                                                            |  |  |                                                |                                                |                                                |                                                |                                                |                                                |  |  |                  |                  |                  |                  |                  |                  |  |  |  |  |  |  |  |  |  |  |  |  |  |  |  |  |  |  |  |  |  |  |  |  |  |  |  |  |  |  |  |  |  |  |  |  |  |  |  |  |
| | | | | | |  |  |                                                                                    |                                                                                    |                                                                                    |                                                                                    |                                                                                    |                                                                                    |  |  |                                                     |                                                     |                                                     |                                                     |                                                     |                                                     |  |  |                                                                                            |                                                                                            |                                                                                            |                                                                                            |                                                                                            |                                                                                            |  |  |                                                |                                                |                                                |                                                |                                                |                                                |  |  |                  |                  |                  |                  |                  |                  |  |  |  |  |  |  |  |  |  |  |  |  |  |  |  |  |  |  |  |  |  |  |  |  |  |  |  |  |  |  |  |  |  |  |  |  |  |  |  |  |
| Niels Erikssen till Aagaard och Restrup riddare, gm Christina af Aagaard.                                         | Niels Erikssen till Aagaard och Restrup riddare, gm Christina af Aagaard.                                         | Niels Erikssen till Aagaard och Restrup riddare, gm Christina af Aagaard.                                         | Niels Erikssen till Aagaard och Restrup riddare, gm Christina af Aagaard.                                         | Niels Erikssen till Aagaard och Restrup riddare, gm Christina af Aagaard.                                         | Niels Erikssen till Aagaard och Restrup riddare, gm Christina af Aagaard.                                         |  |  | Cecilia Eriksdotter gm Bo Falk till Vallø                                          | Cecilia Eriksdotter gm Bo Falk till Vallø                                          | Cecilia Eriksdotter gm Bo Falk till Vallø                                          | Cecilia Eriksdotter gm Bo Falk till Vallø                                          | Cecilia Eriksdotter gm Bo Falk till Vallø                                          | Cecilia Eriksdotter gm Bo Falk till Vallø                                          |  |  |                                                     |                                                     |                                                     |                                                     |                                                     |                                                     |  |  |                                                                                            |                                                                                            |                                                                                            |                                                                                            |                                                                                            |                                                                                            |  |  |                                                |                                                |                                                |                                                |                                                |                                                |  |  |                  |                  |                  |                  |                  |                  |  |  |  |  |  |  |  |  |  |  |  |  |  |  |  |  |  |  |  |  |  |  |  |  |  |  |  |  |  |  |  |  |  |  |  |  |  |  |  |  |
| Niels Erikssen till Aagaard och Restrup riddare, gm Christina af Aagaard.                                         | Niels Erikssen till Aagaard och Restrup riddare, gm Christina af Aagaard.                                         | Niels Erikssen till Aagaard och Restrup riddare, gm Christina af Aagaard.                                         | Niels Erikssen till Aagaard och Restrup riddare, gm Christina af Aagaard.                                         | Niels Erikssen till Aagaard och Restrup riddare, gm Christina af Aagaard.                                         | Niels Erikssen till Aagaard och Restrup riddare, gm Christina af Aagaard.                                         |  |  | Cecilia Eriksdotter gm Bo Falk till Vallø                                          | Cecilia Eriksdotter gm Bo Falk till Vallø                                          | Cecilia Eriksdotter gm Bo Falk till Vallø                                          | Cecilia Eriksdotter gm Bo Falk till Vallø                                          | Cecilia Eriksdotter gm Bo Falk till Vallø                                          | Cecilia Eriksdotter gm Bo Falk till Vallø                                          |  |  |                                                     |                                                     |                                                     |                                                     |                                                     |                                                     |  |  |                                                                                            |                                                                                            |                                                                                            |                                                                                            |                                                                                            |                                                                                            |  |  |                                                |                                                |                                                |                                                |                                                |                                                |  |  |                  |                  |                  |                  |                  |                  |  |  |  |  |  |  |  |  |  |  |  |  |  |  |  |  |  |  |  |  |  |  |  |  |  |  |  |  |  |  |  |  |  |  |  |  |  |  |  |  |
| | | | | | |  |  |                                                                                    |                                                                                    |                                                                                    |                                                                                    |                                                                                    |                                                                                    |  |  |                                                     |                                                     |                                                     |                                                     |                                                     |                                                     |  |  |                                                                                            |                                                                                            |                                                                                            |                                                                                            |                                                                                            |                                                                                            |  |  |                                                |                                                |                                                |                                                |                                                |                                                |  |  |                  |                  |                  |                  |                  |                  |  |  |  |  |  |  |  |  |  |  |  |  |  |  |  |  |  |  |  |  |  |  |  |  |  |  |  |  |  |  |  |  |  |  |  |  |  |  |  |  |
| Erik Nielsen till Aagaard Demstrup, Skive och Tim Riddare och riksråd Unionskungens hövitsman på Stockholms slott | Erik Nielsen till Aagaard Demstrup, Skive och Tim Riddare och riksråd Unionskungens hövitsman på Stockholms slott | Erik Nielsen till Aagaard Demstrup, Skive och Tim Riddare och riksråd Unionskungens hövitsman på Stockholms slott | Erik Nielsen till Aagaard Demstrup, Skive och Tim Riddare och riksråd Unionskungens hövitsman på Stockholms slott | Erik Nielsen till Aagaard Demstrup, Skive och Tim Riddare och riksråd Unionskungens hövitsman på Stockholms slott | Erik Nielsen till Aagaard Demstrup, Skive och Tim Riddare och riksråd Unionskungens hövitsman på Stockholms slott |  |  | Peder Nielsen Riksråd                                                              | Peder Nielsen Riksråd                                                              | Peder Nielsen Riksråd                                                              | Peder Nielsen Riksråd                                                              | Peder Nielsen Riksråd                                                              | Peder Nielsen Riksråd                                                              |  |  | Knud Nielsen Riddare och riksråd                    | Knud Nielsen Riddare och riksråd                    | Knud Nielsen Riddare och riksråd                    | Knud Nielsen Riddare och riksråd                    | Knud Nielsen Riddare och riksråd                    | Knud Nielsen Riddare och riksråd                    |  |  | Bugge Nielsen                                                                              | Bugge Nielsen                                                                              | Bugge Nielsen                                                                              | Bugge Nielsen                                                                              | Bugge Nielsen                                                                              | Bugge Nielsen                                                                              |  |  | Henrik Nielsen                                 | Henrik Nielsen                                 | Henrik Nielsen                                 | Henrik Nielsen                                 | Henrik Nielsen                                 | Henrik Nielsen                                 |  |  | Gotskalk Nielsen | Gotskalk Nielsen | Gotskalk Nielsen | Gotskalk Nielsen | Gotskalk Nielsen | Gotskalk Nielsen |  |  |  |  |  |  |  |  |  |  |  |  |  |  |  |  |  |  |  |  |  |  |  |  |  |  |  |  |  |  |  |  |  |  |  |  |  |  |  |  |
| Erik Nielsen till Aagaard Demstrup, Skive och Tim Riddare och riksråd Unionskungens hövitsman på Stockholms slott | Erik Nielsen till Aagaard Demstrup, Skive och Tim Riddare och riksråd Unionskungens hövitsman på Stockholms slott | Erik Nielsen till Aagaard Demstrup, Skive och Tim Riddare och riksråd Unionskungens hövitsman på Stockholms slott | Erik Nielsen till Aagaard Demstrup, Skive och Tim Riddare och riksråd Unionskungens hövitsman på Stockholms slott | Erik Nielsen till Aagaard Demstrup, Skive och Tim Riddare och riksråd Unionskungens hövitsman på Stockholms slott | Erik Nielsen till Aagaard Demstrup, Skive och Tim Riddare och riksråd Unionskungens hövitsman på Stockholms slott |  |  | Peder Nielsen Riksråd                                                              | Peder Nielsen Riksråd                                                              | Peder Nielsen Riksråd                                                              | Peder Nielsen Riksråd                                                              | Peder Nielsen Riksråd                                                              | Peder Nielsen Riksråd                                                              |  |  | Knud Nielsen Riddare och riksråd                    | Knud Nielsen Riddare och riksråd                    | Knud Nielsen Riddare och riksråd                    | Knud Nielsen Riddare och riksråd                    | Knud Nielsen Riddare och riksråd                    | Knud Nielsen Riddare och riksråd                    |  |  | Bugge Nielsen                                                                              | Bugge Nielsen                                                                              | Bugge Nielsen                                                                              | Bugge Nielsen                                                                              | Bugge Nielsen                                                                              | Bugge Nielsen                                                                              |  |  | Henrik Nielsen                                 | Henrik Nielsen                                 | Henrik Nielsen                                 | Henrik Nielsen                                 | Henrik Nielsen                                 | Henrik Nielsen                                 |  |  | Gotskalk Nielsen | Gotskalk Nielsen | Gotskalk Nielsen | Gotskalk Nielsen | Gotskalk Nielsen | Gotskalk Nielsen |  |  |  |  |  |  |  |  |  |  |  |  |  |  |  |  |  |  |  |  |  |  |  |  |  |  |  |  |  |  |  |  |  |  |  |  |  |  |  |  |
| | | | | | |  |  |                                                                                    |                                                                                    |                                                                                    |                                                                                    |                                                                                    |                                                                                    |  |  |                                                     |                                                     |                                                     |                                                     |                                                     |                                                     |  |  |                                                                                            |                                                                                            |                                                                                            |                                                                                            |                                                                                            |                                                                                            |  |  |                                                |                                                |                                                |                                                |                                                |                                                |  |  |                  |                  |                  |                  |                  |                  |  |  |  |  |  |  |  |  |  |  |  |  |  |  |  |  |  |  |  |  |  |  |  |  |  |  |  |  |  |  |  |  |  |  |  |  |  |  |  |  |
| Niels Eriksen till Landting Riksråd och hovmarsk                                                                  | Niels Eriksen till Landting Riksråd och hovmarsk                                                                  | Niels Eriksen till Landting Riksråd och hovmarsk                                                                  | Niels Eriksen till Landting Riksråd och hovmarsk                                                                  | Niels Eriksen till Landting Riksråd och hovmarsk                                                                  | Niels Eriksen till Landting Riksråd och hovmarsk                                                                  |  |  | Anders Eriksen. död 1463                                                           | Anders Eriksen. död 1463                                                           | Anders Eriksen. död 1463                                                           | Anders Eriksen. död 1463                                                           | Anders Eriksen. död 1463                                                           | Anders Eriksen. död 1463                                                           |  |  | Peder Eriksen till Nybo, död 1463                   | Peder Eriksen till Nybo, död 1463                   | Peder Eriksen till Nybo, död 1463                   | Peder Eriksen till Nybo, död 1463                   | Peder Eriksen till Nybo, död 1463                   | Peder Eriksen till Nybo, död 1463                   |  |  | Erik Eriksson d.ä. till Fågelvik Riddare och riksråd gm kung Karl Knutsson dotter Kristina | Erik Eriksson d.ä. till Fågelvik Riddare och riksråd gm kung Karl Knutsson dotter Kristina | Erik Eriksson d.ä. till Fågelvik Riddare och riksråd gm kung Karl Knutsson dotter Kristina | Erik Eriksson d.ä. till Fågelvik Riddare och riksråd gm kung Karl Knutsson dotter Kristina | Erik Eriksson d.ä. till Fågelvik Riddare och riksråd gm kung Karl Knutsson dotter Kristina | Erik Eriksson d.ä. till Fågelvik Riddare och riksråd gm kung Karl Knutsson dotter Kristina |  |  | Kirsten Eriksdatter gm Anders Nielsen (Banner) | Kirsten Eriksdatter gm Anders Nielsen (Banner) | Kirsten Eriksdatter gm Anders Nielsen (Banner) | Kirsten Eriksdatter gm Anders Nielsen (Banner) | Kirsten Eriksdatter gm Anders Nielsen (Banner) | Kirsten Eriksdatter gm Anders Nielsen (Banner) |  |  |                  |                  |                  |                  |                  |                  |  |  |  |  |  |  |  |  |  |  |  |  |  |  |  |  |  |  |  |  |  |  |  |  |  |  |  |  |  |  |  |  |  |  |  |  |  |  |  |  |
| Niels Eriksen till Landting Riksråd och hovmarsk                                                                  | Niels Eriksen till Landting Riksråd och hovmarsk                                                                  | Niels Eriksen till Landting Riksråd och hovmarsk                                                                  | Niels Eriksen till Landting Riksråd och hovmarsk                                                                  | Niels Eriksen till Landting Riksråd och hovmarsk                                                                  | Niels Eriksen till Landting Riksråd och hovmarsk                                                                  |  |  | Anders Eriksen. död 1463                                                           | Anders Eriksen. död 1463                                                           | Anders Eriksen. död 1463                                                           | Anders Eriksen. död 1463                                                           | Anders Eriksen. död 1463                                                           | Anders Eriksen. död 1463                                                           |  |  | Peder Eriksen till Nybo, död 1463                   | Peder Eriksen till Nybo, död 1463                   | Peder Eriksen till Nybo, död 1463                   | Peder Eriksen till Nybo, död 1463                   | Peder Eriksen till Nybo, död 1463                   | Peder Eriksen till Nybo, död 1463                   |  |  | Erik Eriksson d.ä. till Fågelvik Riddare och riksråd gm kung Karl Knutsson dotter Kristina | Erik Eriksson d.ä. till Fågelvik Riddare och riksråd gm kung Karl Knutsson dotter Kristina | Erik Eriksson d.ä. till Fågelvik Riddare och riksråd gm kung Karl Knutsson dotter Kristina | Erik Eriksson d.ä. till Fågelvik Riddare och riksråd gm kung Karl Knutsson dotter Kristina | Erik Eriksson d.ä. till Fågelvik Riddare och riksråd gm kung Karl Knutsson dotter Kristina | Erik Eriksson d.ä. till Fågelvik Riddare och riksråd gm kung Karl Knutsson dotter Kristina |  |  | Kirsten Eriksdatter gm Anders Nielsen (Banner) | Kirsten Eriksdatter gm Anders Nielsen (Banner) | Kirsten Eriksdatter gm Anders Nielsen (Banner) | Kirsten Eriksdatter gm Anders Nielsen (Banner) | Kirsten Eriksdatter gm Anders Nielsen (Banner) | Kirsten Eriksdatter gm Anders Nielsen (Banner) |  |  |                  |                  |                  |                  |                  |                  |  |  |  |  |  |  |  |  |  |  |  |  |  |  |  |  |  |  |  |  |  |  |  |  |  |  |  |  |  |  |  |  |  |  |  |  |  |  |  |  |
| Erik Hardenberg Gyldenstierne naturaliserad i Sverige Gyllenstierna af Svaneholm                                  | Erik Hardenberg Gyldenstierne naturaliserad i Sverige Gyllenstierna af Svaneholm                                  | Erik Hardenberg Gyldenstierne naturaliserad i Sverige Gyllenstierna af Svaneholm                                  | Erik Hardenberg Gyldenstierne naturaliserad i Sverige Gyllenstierna af Svaneholm                                  | Erik Hardenberg Gyldenstierne naturaliserad i Sverige Gyllenstierna af Svaneholm                                  | Erik Hardenberg Gyldenstierne naturaliserad i Sverige Gyllenstierna af Svaneholm                                  |  |  |                                                                                    |                                                                                    |                                                                                    |                                                                                    |                                                                                    |                                                                                    |  |  |                                                     |                                                     |                                                     |                                                     |                                                     |                                                     |  |  | Adliga ätten Gyllenstierna af Nynäs nummer 9                                               | Adliga ätten Gyllenstierna af Nynäs nummer 9                                               | Adliga ätten Gyllenstierna af Nynäs nummer 9                                               | Adliga ätten Gyllenstierna af Nynäs nummer 9                                               | Adliga ätten Gyllenstierna af Nynäs nummer 9                                               | Adliga ätten Gyllenstierna af Nynäs nummer 9                                               |  |  |                                                |                                                |                                                |                                                |                                                |                                                |  |  |                  |                  |                  |                  |                  |                  |  |  |  |  |  |  |  |  |  |  |  |  |  |  |  |  |  |  |  |  |  |  |  |  |  |  |  |  |  |  |  |  |  |  |  |  |  |  |  |  |
| Erik Hardenberg Gyldenstierne naturaliserad i Sverige Gyllenstierna af Svaneholm                                  | Erik Hardenberg Gyldenstierne naturaliserad i Sverige Gyllenstierna af Svaneholm                                  | Erik Hardenberg Gyldenstierne naturaliserad i Sverige Gyllenstierna af Svaneholm                                  | Erik Hardenberg Gyldenstierne naturaliserad i Sverige Gyllenstierna af Svaneholm                                  | Erik Hardenberg Gyldenstierne naturaliserad i Sverige Gyllenstierna af Svaneholm                                  | Erik Hardenberg Gyldenstierne naturaliserad i Sverige Gyllenstierna af Svaneholm                                  |  |  |                                                                                    |                                                                                    |                                                                                    |                                                                                    |                                                                                    |                                                                                    |  |  |                                                     |                                                     |                                                     |                                                     |                                                     |                                                     |  |  | Adliga ätten Gyllenstierna af Nynäs nummer 9                                               | Adliga ätten Gyllenstierna af Nynäs nummer 9                                               | Adliga ätten Gyllenstierna af Nynäs nummer 9                                               | Adliga ätten Gyllenstierna af Nynäs nummer 9                                               | Adliga ätten Gyllenstierna af Nynäs nummer 9                                               | Adliga ätten Gyllenstierna af Nynäs nummer 9                                               |  |  |                                                |                                                |                                                |                                                |                                                |                                                |  |  |                  |                  |                  |                  |                  |                  |  |  |  |  |  |  |  |  |  |  |  |  |  |  |  |  |  |  |  |  |  |  |  |  |  |  |  |  |  |  |  |  |  |  |  |  |  |  |  |  |
| | | | | | |  |  |                                                                                    |                                                                                    |                                                                                    |                                                                                    |                                                                                    |                                                                                    |  |  |                                                     |                                                     |                                                     |                                                     |                                                     |                                                     |  |  |                                                                                            |                                                                                            |                                                                                            |                                                                                            |                                                                                            |                                                                                            |  |  |                                                |                                                |                                                |                                                |                                                |                                                |  |  |                  |                  |                  |                  |                  |                  |  |  |  |  |  |  |  |  |  |  |  |  |  |  |  |  |  |  |  |  |  |  |  |  |  |  |  |  |  |  |  |  |  |  |  |  |  |  |  |  |
| Anna Christina (1651–1654)                                                                                        | Anna Christina (1651–1654)                                                                                        | Anna Christina (1651–1654)                                                                                        | Anna Christina (1651–1654)                                                                                        | Anna Christina (1651–1654)                                                                                        | Anna Christina (1651–1654)                                                                                        |  |  | Axel (1653–1705) Med honom utgick ätten Gyllenstierna af Svaneholm på svärdssidan. | Axel (1653–1705) Med honom utgick ätten Gyllenstierna af Svaneholm på svärdssidan. | Axel (1653–1705) Med honom utgick ätten Gyllenstierna af Svaneholm på svärdssidan. | Axel (1653–1705) Med honom utgick ätten Gyllenstierna af Svaneholm på svärdssidan. | Axel (1653–1705) Med honom utgick ätten Gyllenstierna af Svaneholm på svärdssidan. | Axel (1653–1705) Med honom utgick ätten Gyllenstierna af Svaneholm på svärdssidan. |  |  | Sofia gm Jens Mogenssen Sehested                    | Sofia gm Jens Mogenssen Sehested                    | Sofia gm Jens Mogenssen Sehested                    | Sofia gm Jens Mogenssen Sehested                    | Sofia gm Jens Mogenssen Sehested                    | Sofia gm Jens Mogenssen Sehested                    |  |  | Preben (1656–1677)                                                                         | Preben (1656–1677)                                                                         | Preben (1656–1677)                                                                         | Preben (1656–1677)                                                                         | Preben (1656–1677)                                                                         | Preben (1656–1677)                                                                         |  |  |                                                |                                                |                                                |                                                |                                                |                                                |  |  |                  |                  |                  |                  |                  |                  |  |  |  |  |  |  |  |  |  |  |  |  |  |  |  |  |  |  |  |  |  |  |  |  |  |  |  |  |  |  |  |  |  |  |  |  |  |  |  |  |
| Anna Christina (1651–1654)                                                                                        | Anna Christina (1651–1654)                                                                                        | Anna Christina (1651–1654)                                                                                        | Anna Christina (1651–1654)                                                                                        | Anna Christina (1651–1654)                                                                                        | Anna Christina (1651–1654)                                                                                        |  |  | Axel (1653–1705) Med honom utgick ätten Gyllenstierna af Svaneholm på svärdssidan. | Axel (1653–1705) Med honom utgick ätten Gyllenstierna af Svaneholm på svärdssidan. | Axel (1653–1705) Med honom utgick ätten Gyllenstierna af Svaneholm på svärdssidan. | Axel (1653–1705) Med honom utgick ätten Gyllenstierna af Svaneholm på svärdssidan. | Axel (1653–1705) Med honom utgick ätten Gyllenstierna af Svaneholm på svärdssidan. | Axel (1653–1705) Med honom utgick ätten Gyllenstierna af Svaneholm på svärdssidan. |  |  | Sofia gm Jens Mogenssen Sehested                    | Sofia gm Jens Mogenssen Sehested                    | Sofia gm Jens Mogenssen Sehested                    | Sofia gm Jens Mogenssen Sehested                    | Sofia gm Jens Mogenssen Sehested                    | Sofia gm Jens Mogenssen Sehested                    |  |  | Preben (1656–1677)                                                                         | Preben (1656–1677)                                                                         | Preben (1656–1677)                                                                         | Preben (1656–1677)                                                                         | Preben (1656–1677)                                                                         | Preben (1656–1677)                                                                         |  |  |                                                |                                                |                                                |                                                |                                                |                                                |  |  |                  |                  |                  |                  |                  |                  |  |  |  |  |  |  |  |  |  |  |  |  |  |  |  |  |  |  |  |  |  |  |  |  |  |  |  |  |  |  |  |  |  |  |  |  |  |  |  |  |

## Adliga ätten Gyllenstierna af Nynäs
Ätten introducerades på Svenska Riddarhuset år 1625 under adliga ätten Gyllenstierna af Nynäs nummer 9, vilken utslocknade år 1654.
Det danska riksrådet Erik Nilsson (död efter 1448) var 1435–36 unionskungens hövitsman i Stockholm. Dennes son  Erik Eriksson till Fågelvik gifte sig med riksföreståndaren Karl Knutssons dotter, Kristina 1446, och blev senare svenskt riksråd. I äktenskap fick han bland andra sönerna Abraham Eriksson till Demstrup och Assarbo (far till väpnaren Påvel Gyllenstierna, gift med Anna Bese som var dotter till Nils Bese), Nils Eriksson (Gyllenstierna), fader till Kristina Nilsdotter (Gyllenstierna), samt bröderna Erik och Eskil Nilsson (Gyllenstierna) vilka avrättades i Stockholms blodbad. och tredje sonen Erik Eriksson (Gyllenstierna) den yngre, död år 1502, som dubbades till riddare vid kung Hans kröning 1497.
Erik Eriksson (Gyllenstierna) den yngre var gift omkring 1493 med Anna Karlsdotter av Vinstorpaätten, från Vinsarp i Dalum. Hon var änka efter Erik Karlsson (Vasa), en nära släkting till Gustav Eriksson (Vasa) (senare kung av Sverige), och blev senare beryktad som "Pintorpafrun" på Ericsbergs slott.

### Släkttavla för Fågelviksgrenen
Utlämningar har gjorts i alla led.
| | | | | | |  |  | Erik Eriksson till Fågelvik                                                                |                                                                                            |                                                                                            |                                                                                            |                                                                                            |                                                                                            |  |  | | | | | | |  |  | | | | | | |  |  |  |  |  |  |  |  |  |  |  |  |  |  |  |  |  |  |  |  |  |  |  |  |
| | | | | | |  |  |                                                                                            |                                                                                            |                                                                                            |                                                                                            |                                                                                            |                                                                                            |  |  | | | | | | |  |  | | | | | | |  |  |  |  |  |  |  |  |  |  |  |  |  |  |  |  |  |  |  |  |  |  |  |  |
| | | | | | |  |  |                                                                                            |                                                                                            |                                                                                            |                                                                                            |                                                                                            |                                                                                            |  |  | | | | | | |  |  | | | | | | |  |  |  |  |  |  |  |  |  |  |  |  |  |  |  |  |  |  |  |  |  |  |  |  |
| Abraham Eriksson till Demstrup och Assarbo Hövitsman på Kalmar                                              | Abraham Eriksson till Demstrup och Assarbo Hövitsman på Kalmar                                              | Abraham Eriksson till Demstrup och Assarbo Hövitsman på Kalmar                                              | Abraham Eriksson till Demstrup och Assarbo Hövitsman på Kalmar                                              | Abraham Eriksson till Demstrup och Assarbo Hövitsman på Kalmar                                              | Abraham Eriksson till Demstrup och Assarbo Hövitsman på Kalmar                                              |  |  | Nils Eriksson (Gyllenstierna) till Fågelvik                                                | Nils Eriksson (Gyllenstierna) till Fågelvik                                                | Nils Eriksson (Gyllenstierna) till Fågelvik                                                | Nils Eriksson (Gyllenstierna) till Fågelvik                                                | Nils Eriksson (Gyllenstierna) till Fågelvik                                                | Nils Eriksson (Gyllenstierna) till Fågelvik                                                |  |  | Erik Eriksson d.y. till Fågelvik och Vinstorp                                                                | Erik Eriksson d.y. till Fågelvik och Vinstorp                                                                | Erik Eriksson d.y. till Fågelvik och Vinstorp                                                                | Erik Eriksson d.y. till Fågelvik och Vinstorp                                                                | Erik Eriksson d.y. till Fågelvik och Vinstorp                                                                | Erik Eriksson d.y. till Fågelvik och Vinstorp                                                                |  |  | | | | | | |  |  |  |  |  |  |  |  |  |  |  |  |  |  |  |  |  |  |  |  |  |  |  |  |
| Abraham Eriksson till Demstrup och Assarbo Hövitsman på Kalmar                                              | Abraham Eriksson till Demstrup och Assarbo Hövitsman på Kalmar                                              | Abraham Eriksson till Demstrup och Assarbo Hövitsman på Kalmar                                              | Abraham Eriksson till Demstrup och Assarbo Hövitsman på Kalmar                                              | Abraham Eriksson till Demstrup och Assarbo Hövitsman på Kalmar                                              | Abraham Eriksson till Demstrup och Assarbo Hövitsman på Kalmar                                              |  |  | Nils Eriksson (Gyllenstierna) till Fågelvik                                                | Nils Eriksson (Gyllenstierna) till Fågelvik                                                | Nils Eriksson (Gyllenstierna) till Fågelvik                                                | Nils Eriksson (Gyllenstierna) till Fågelvik                                                | Nils Eriksson (Gyllenstierna) till Fågelvik                                                | Nils Eriksson (Gyllenstierna) till Fågelvik                                                |  |  | Erik Eriksson d.y. till Fågelvik och Vinstorp                                                                | Erik Eriksson d.y. till Fågelvik och Vinstorp                                                                | Erik Eriksson d.y. till Fågelvik och Vinstorp                                                                | Erik Eriksson d.y. till Fågelvik och Vinstorp                                                                | Erik Eriksson d.y. till Fågelvik och Vinstorp                                                                | Erik Eriksson d.y. till Fågelvik och Vinstorp                                                                |  |  | | | | | | |  |  |  |  |  |  |  |  |  |  |  |  |  |  |  |  |  |  |  |  |  |  |  |  |
| | | | | | |  |  |                                                                                            |                                                                                            |                                                                                            |                                                                                            |                                                                                            |                                                                                            |  |  | | | | | | |  |  | | | | | | |  |  |  |  |  |  |  |  |  |  |  |  |  |  |  |  |  |  |  |  |  |  |  |  |
| Erik Nilsson, avrättad vid Stockholms blodbad                                                               | Erik Nilsson, avrättad vid Stockholms blodbad                                                               | Erik Nilsson, avrättad vid Stockholms blodbad                                                               | Erik Nilsson, avrättad vid Stockholms blodbad                                                               | Erik Nilsson, avrättad vid Stockholms blodbad                                                               | Erik Nilsson, avrättad vid Stockholms blodbad                                                               |  |  | Eskil Nilsson, avrättad vid Stockholms blodbad                                             | Eskil Nilsson, avrättad vid Stockholms blodbad                                             | Eskil Nilsson, avrättad vid Stockholms blodbad                                             | Eskil Nilsson, avrättad vid Stockholms blodbad                                             | Eskil Nilsson, avrättad vid Stockholms blodbad                                             | Eskil Nilsson, avrättad vid Stockholms blodbad                                             |  |  | Karl Eriksson (Gyllenstierna) till Vinstorp, Årås Nynäs och Pintorp Riddare år 1528 vid Gustav Vasas kröning | Karl Eriksson (Gyllenstierna) till Vinstorp, Årås Nynäs och Pintorp Riddare år 1528 vid Gustav Vasas kröning | Karl Eriksson (Gyllenstierna) till Vinstorp, Årås Nynäs och Pintorp Riddare år 1528 vid Gustav Vasas kröning | Karl Eriksson (Gyllenstierna) till Vinstorp, Årås Nynäs och Pintorp Riddare år 1528 vid Gustav Vasas kröning | Karl Eriksson (Gyllenstierna) till Vinstorp, Årås Nynäs och Pintorp Riddare år 1528 vid Gustav Vasas kröning | Karl Eriksson (Gyllenstierna) till Vinstorp, Årås Nynäs och Pintorp Riddare år 1528 vid Gustav Vasas kröning |  |  | Göran Eriksson (Gyllenstierna) till Fågelvik Riddare år 1561 vid Erik XIV:s kröning | Göran Eriksson (Gyllenstierna) till Fågelvik Riddare år 1561 vid Erik XIV:s kröning | Göran Eriksson (Gyllenstierna) till Fågelvik Riddare år 1561 vid Erik XIV:s kröning | Göran Eriksson (Gyllenstierna) till Fågelvik Riddare år 1561 vid Erik XIV:s kröning | Göran Eriksson (Gyllenstierna) till Fågelvik Riddare år 1561 vid Erik XIV:s kröning | Göran Eriksson (Gyllenstierna) till Fågelvik Riddare år 1561 vid Erik XIV:s kröning |  |  |  |  |  |  |  |  |  |  |  |  |  |  |  |  |  |  |  |  |  |  |  |  |
| Erik Nilsson, avrättad vid Stockholms blodbad                                                               | Erik Nilsson, avrättad vid Stockholms blodbad                                                               | Erik Nilsson, avrättad vid Stockholms blodbad                                                               | Erik Nilsson, avrättad vid Stockholms blodbad                                                               | Erik Nilsson, avrättad vid Stockholms blodbad                                                               | Erik Nilsson, avrättad vid Stockholms blodbad                                                               |  |  | Eskil Nilsson, avrättad vid Stockholms blodbad                                             | Eskil Nilsson, avrättad vid Stockholms blodbad                                             | Eskil Nilsson, avrättad vid Stockholms blodbad                                             | Eskil Nilsson, avrättad vid Stockholms blodbad                                             | Eskil Nilsson, avrättad vid Stockholms blodbad                                             | Eskil Nilsson, avrättad vid Stockholms blodbad                                             |  |  | Karl Eriksson (Gyllenstierna) till Vinstorp, Årås Nynäs och Pintorp Riddare år 1528 vid Gustav Vasas kröning | Karl Eriksson (Gyllenstierna) till Vinstorp, Årås Nynäs och Pintorp Riddare år 1528 vid Gustav Vasas kröning | Karl Eriksson (Gyllenstierna) till Vinstorp, Årås Nynäs och Pintorp Riddare år 1528 vid Gustav Vasas kröning | Karl Eriksson (Gyllenstierna) till Vinstorp, Årås Nynäs och Pintorp Riddare år 1528 vid Gustav Vasas kröning | Karl Eriksson (Gyllenstierna) till Vinstorp, Årås Nynäs och Pintorp Riddare år 1528 vid Gustav Vasas kröning | Karl Eriksson (Gyllenstierna) till Vinstorp, Årås Nynäs och Pintorp Riddare år 1528 vid Gustav Vasas kröning |  |  | Göran Eriksson (Gyllenstierna) till Fågelvik Riddare år 1561 vid Erik XIV:s kröning | Göran Eriksson (Gyllenstierna) till Fågelvik Riddare år 1561 vid Erik XIV:s kröning | Göran Eriksson (Gyllenstierna) till Fågelvik Riddare år 1561 vid Erik XIV:s kröning | Göran Eriksson (Gyllenstierna) till Fågelvik Riddare år 1561 vid Erik XIV:s kröning | Göran Eriksson (Gyllenstierna) till Fågelvik Riddare år 1561 vid Erik XIV:s kröning | Göran Eriksson (Gyllenstierna) till Fågelvik Riddare år 1561 vid Erik XIV:s kröning |  |  |  |  |  |  |  |  |  |  |  |  |  |  |  |  |  |  |  |  |  |  |  |  |
| | | | | | |  |  |                                                                                            |                                                                                            |                                                                                            |                                                                                            |                                                                                            |                                                                                            |  |  | | | | | | |  |  | | | | | | |  |  |  |  |  |  |  |  |  |  |  |  |  |  |  |  |  |  |  |  |  |  |  |  |
| | | | | | |  |  | Erik Carlsson till Vinstorp, Årås Nynäs och Pintorp Riddare år 1561 vid Erik XIV:s kröning | Erik Carlsson till Vinstorp, Årås Nynäs och Pintorp Riddare år 1561 vid Erik XIV:s kröning | Erik Carlsson till Vinstorp, Årås Nynäs och Pintorp Riddare år 1561 vid Erik XIV:s kröning | Erik Carlsson till Vinstorp, Årås Nynäs och Pintorp Riddare år 1561 vid Erik XIV:s kröning | Erik Carlsson till Vinstorp, Årås Nynäs och Pintorp Riddare år 1561 vid Erik XIV:s kröning | Erik Carlsson till Vinstorp, Årås Nynäs och Pintorp Riddare år 1561 vid Erik XIV:s kröning |  |  | Nils Carlsson till Nynäs Riddare år 1561 vid Erik XIV:s kröning Död ogift                                    | Nils Carlsson till Nynäs Riddare år 1561 vid Erik XIV:s kröning Död ogift                                    | Nils Carlsson till Nynäs Riddare år 1561 vid Erik XIV:s kröning Död ogift                                    | Nils Carlsson till Nynäs Riddare år 1561 vid Erik XIV:s kröning Död ogift                                    | Nils Carlsson till Nynäs Riddare år 1561 vid Erik XIV:s kröning Död ogift                                    | Nils Carlsson till Nynäs Riddare år 1561 vid Erik XIV:s kröning Död ogift                                    |  |  | Nils Göransson Riddare år 1561 vid Erik XIV:s kröning Friherre 1569 vid Johan IIIs kröning erhöll Lundholmen 1570 Introducerad år 1625 Nr 4 ändrades till 3 Stamfader Gyllenstierna af Lundholm | Nils Göransson Riddare år 1561 vid Erik XIV:s kröning Friherre 1569 vid Johan IIIs kröning erhöll Lundholmen 1570 Introducerad år 1625 Nr 4 ändrades till 3 Stamfader Gyllenstierna af Lundholm | Nils Göransson Riddare år 1561 vid Erik XIV:s kröning Friherre 1569 vid Johan IIIs kröning erhöll Lundholmen 1570 Introducerad år 1625 Nr 4 ändrades till 3 Stamfader Gyllenstierna af Lundholm | Nils Göransson Riddare år 1561 vid Erik XIV:s kröning Friherre 1569 vid Johan IIIs kröning erhöll Lundholmen 1570 Introducerad år 1625 Nr 4 ändrades till 3 Stamfader Gyllenstierna af Lundholm | Nils Göransson Riddare år 1561 vid Erik XIV:s kröning Friherre 1569 vid Johan IIIs kröning erhöll Lundholmen 1570 Introducerad år 1625 Nr 4 ändrades till 3 Stamfader Gyllenstierna af Lundholm | Nils Göransson Riddare år 1561 vid Erik XIV:s kröning Friherre 1569 vid Johan IIIs kröning erhöll Lundholmen 1570 Introducerad år 1625 Nr 4 ändrades till 3 Stamfader Gyllenstierna af Lundholm |  |  |  |  |  |  |  |  |  |  |  |  |  |  |  |  |  |  |  |  |  |  |  |  |
| | | | | | |  |  | Erik Carlsson till Vinstorp, Årås Nynäs och Pintorp Riddare år 1561 vid Erik XIV:s kröning | Erik Carlsson till Vinstorp, Årås Nynäs och Pintorp Riddare år 1561 vid Erik XIV:s kröning | Erik Carlsson till Vinstorp, Årås Nynäs och Pintorp Riddare år 1561 vid Erik XIV:s kröning | Erik Carlsson till Vinstorp, Årås Nynäs och Pintorp Riddare år 1561 vid Erik XIV:s kröning | Erik Carlsson till Vinstorp, Årås Nynäs och Pintorp Riddare år 1561 vid Erik XIV:s kröning | Erik Carlsson till Vinstorp, Årås Nynäs och Pintorp Riddare år 1561 vid Erik XIV:s kröning |  |  | Nils Carlsson till Nynäs Riddare år 1561 vid Erik XIV:s kröning Död ogift                                    | Nils Carlsson till Nynäs Riddare år 1561 vid Erik XIV:s kröning Död ogift                                    | Nils Carlsson till Nynäs Riddare år 1561 vid Erik XIV:s kröning Död ogift                                    | Nils Carlsson till Nynäs Riddare år 1561 vid Erik XIV:s kröning Död ogift                                    | Nils Carlsson till Nynäs Riddare år 1561 vid Erik XIV:s kröning Död ogift                                    | Nils Carlsson till Nynäs Riddare år 1561 vid Erik XIV:s kröning Död ogift                                    |  |  | Nils Göransson Riddare år 1561 vid Erik XIV:s kröning Friherre 1569 vid Johan IIIs kröning erhöll Lundholmen 1570 Introducerad år 1625 Nr 4 ändrades till 3 Stamfader Gyllenstierna af Lundholm | Nils Göransson Riddare år 1561 vid Erik XIV:s kröning Friherre 1569 vid Johan IIIs kröning erhöll Lundholmen 1570 Introducerad år 1625 Nr 4 ändrades till 3 Stamfader Gyllenstierna af Lundholm | Nils Göransson Riddare år 1561 vid Erik XIV:s kröning Friherre 1569 vid Johan IIIs kröning erhöll Lundholmen 1570 Introducerad år 1625 Nr 4 ändrades till 3 Stamfader Gyllenstierna af Lundholm | Nils Göransson Riddare år 1561 vid Erik XIV:s kröning Friherre 1569 vid Johan IIIs kröning erhöll Lundholmen 1570 Introducerad år 1625 Nr 4 ändrades till 3 Stamfader Gyllenstierna af Lundholm | Nils Göransson Riddare år 1561 vid Erik XIV:s kröning Friherre 1569 vid Johan IIIs kröning erhöll Lundholmen 1570 Introducerad år 1625 Nr 4 ändrades till 3 Stamfader Gyllenstierna af Lundholm | Nils Göransson Riddare år 1561 vid Erik XIV:s kröning Friherre 1569 vid Johan IIIs kröning erhöll Lundholmen 1570 Introducerad år 1625 Nr 4 ändrades till 3 Stamfader Gyllenstierna af Lundholm |  |  |  |  |  |  |  |  |  |  |  |  |  |  |  |  |  |  |  |  |  |  |  |  |
| | | | | | |  |  | Carl Eriksson till Nynäs Pintorp, Årås, Limmared Rossberg samt Svaneholm                   |                                                                                            |                                                                                            |                                                                                            |                                                                                            |                                                                                            |  |  | | | | | | |  |  | | | | | | |  |  |  |  |  |  |  |  |  |  |  |  |  |  |  |  |  |  |  |  |  |  |  |  |
| | | | | | |  |  |                                                                                            |                                                                                            |                                                                                            |                                                                                            |                                                                                            |                                                                                            |  |  | | | | | | |  |  | | | | | | |  |  |  |  |  |  |  |  |  |  |  |  |  |  |  |  |  |  |  |  |  |  |  |  |
| | | | | | |  |  |                                                                                            |                                                                                            |                                                                                            |                                                                                            |                                                                                            |                                                                                            |  |  | | | | | | |  |  | | | | | | |  |  |  |  |  |  |  |  |  |  |  |  |  |  |  |  |  |  |  |  |  |  |  |  |
| Carl Carlsson till Årås och Rossberg Introducerad år 1625 Nr 9 riddarklassen Gyllenstierna till Nynäs slott | Carl Carlsson till Årås och Rossberg Introducerad år 1625 Nr 9 riddarklassen Gyllenstierna till Nynäs slott | Carl Carlsson till Årås och Rossberg Introducerad år 1625 Nr 9 riddarklassen Gyllenstierna till Nynäs slott | Carl Carlsson till Årås och Rossberg Introducerad år 1625 Nr 9 riddarklassen Gyllenstierna till Nynäs slott | Carl Carlsson till Årås och Rossberg Introducerad år 1625 Nr 9 riddarklassen Gyllenstierna till Nynäs slott | Carl Carlsson till Årås och Rossberg Introducerad år 1625 Nr 9 riddarklassen Gyllenstierna till Nynäs slott |  |  | Erik Karlsson Gyllenstierna upphöjd friherre Gyllenstierna af Ulaborg                      | Erik Karlsson Gyllenstierna upphöjd friherre Gyllenstierna af Ulaborg                      | Erik Karlsson Gyllenstierna upphöjd friherre Gyllenstierna af Ulaborg                      | Erik Karlsson Gyllenstierna upphöjd friherre Gyllenstierna af Ulaborg                      | Erik Karlsson Gyllenstierna upphöjd friherre Gyllenstierna af Ulaborg                      | Erik Karlsson Gyllenstierna upphöjd friherre Gyllenstierna af Ulaborg                      |  |  | | | | | | |  |  | | | | | | |  |  |  |  |  |  |  |  |  |  |  |  |  |  |  |  |  |  |  |  |  |  |  |  |

## Friherrliga ätten Gyllenstierna af Lundholm

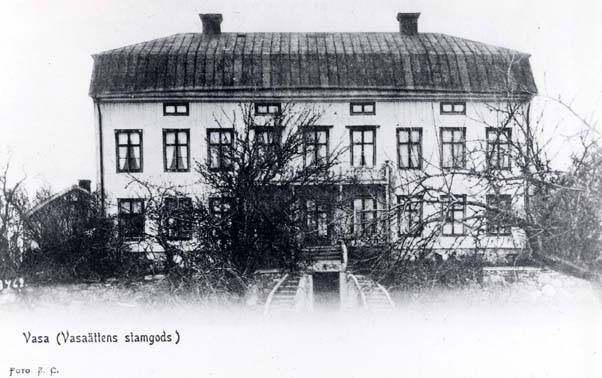
Vasaättens stamgods Vasa

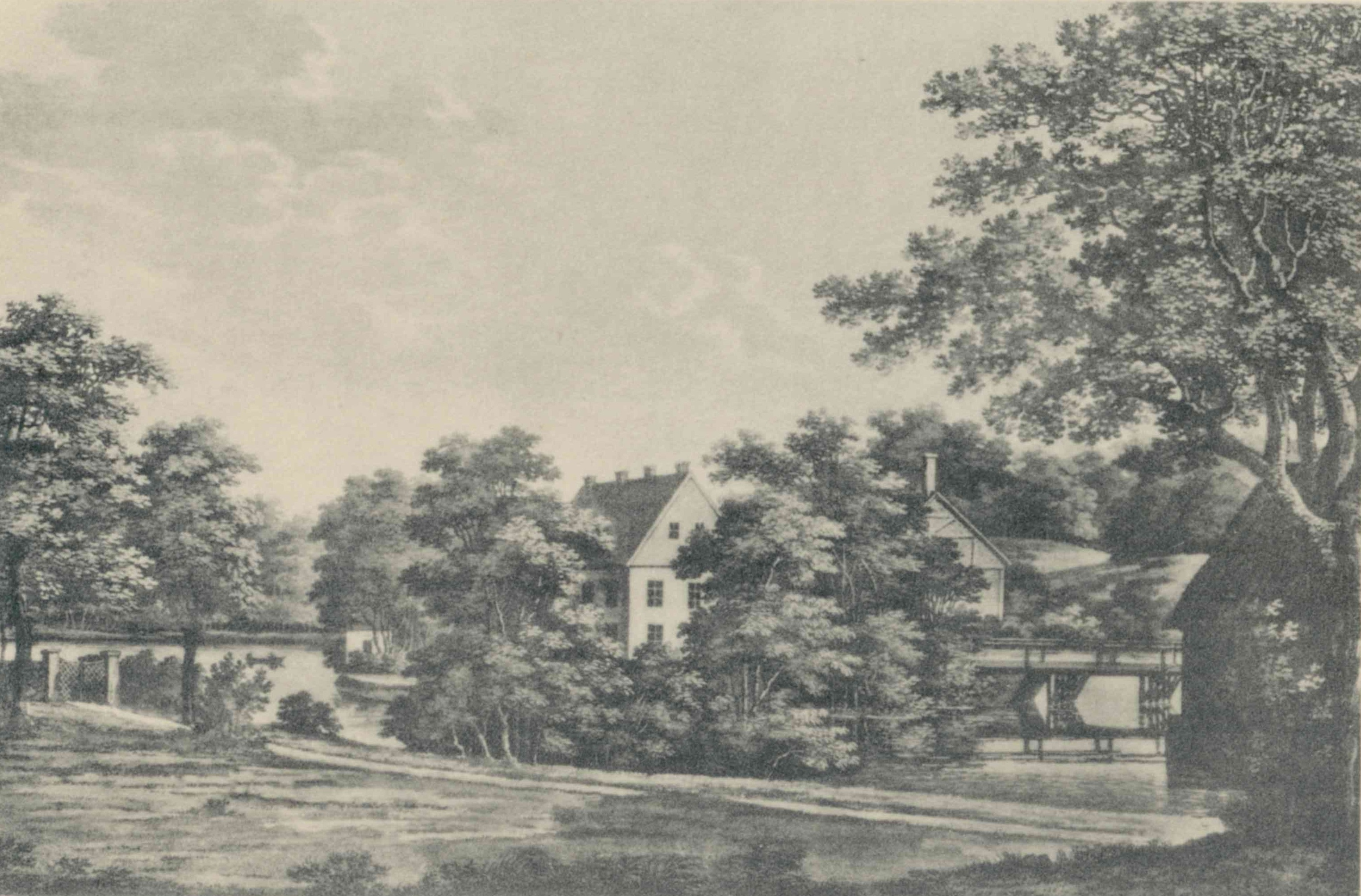
Bjersgård

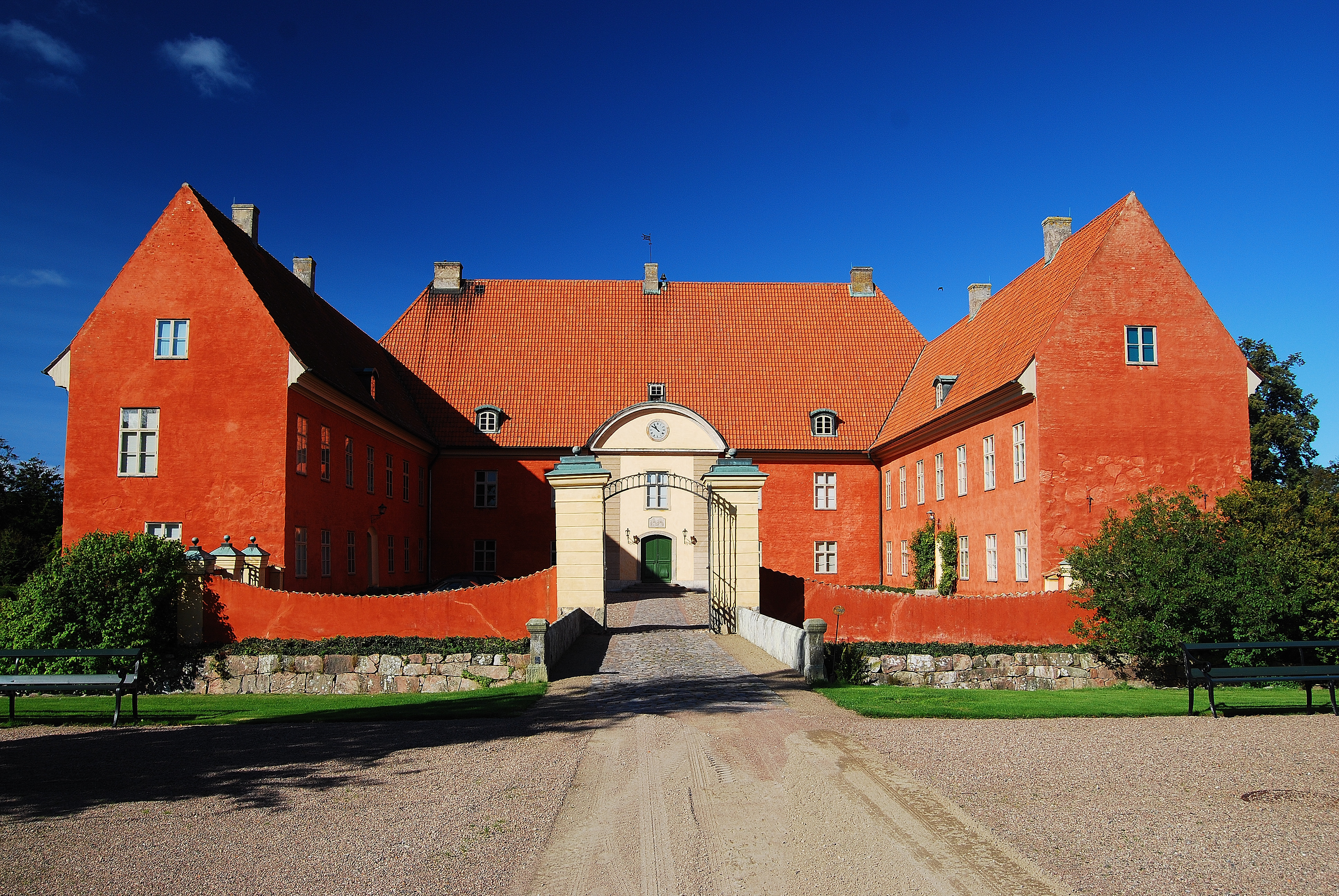
Krapperup

Stamfadern Nils Göransson af Lundholm var den första av ätten i Sverige som efter vapnet kallade sig Gyllenstierna. Han var son till Göran Eriksson (Gyllenstierna) till Fågelvik.
Redan 1569, före Riddarhusets tillkomst, hade Nils Göransson vid kung Johan III:s kröning i Uppsala 10 juli 1569 upphöjts till friherre af Lundholmen, och grundade ätten Gyllenstierna af Lundholm i Sverige, ibland kallad gamla Svenska Gyllenstierneätten 
Denna ätt introducerades på Svenska Riddarhuset år 1625 som friherrlig ätt Gyllenstierna af Lundholm nummer 3, och är den idag fortlevande ätten Gyllenstierna. Ätten har utgrenats i ett antal grenar, Vinstorpsgrenen som blev friherrlig 1651, två söner till Nils Göranssons sonson blev båda grundare av grevliga ätten Gyllenstierna av af Björksund och Helgö., och flera andra grenar erhöll grevlig värdighet, men de är alla utdöda.

### Släktträd Fågelviksgrenen Gyllenstierna af Lundholm
Utlämningar har gjorts i alla led. Ägare av godset Lundholm i fetstil.
| | | | | | |                                                        |                                                        | Nils Gyllenstierna (1526–1601) Friherre till Lundholm                                                                   |                                                                                                   |                                                                                                   |                                                                                                   |                                                                                                   |                                                                                                   |  |  | | | | | | |  |  | | | | | | |  |  |                                                              |                                                              |                                                              |                                                              |                                                              |                                                              |  |  |  |  |  |  |  |  |  |  |  |  |  |  |  |  |  |  |  |  |  |  |  |  |  |  |  |  |
| | | | | | |                                                        |                                                        | |                                                                                                   |                                                                                                   |                                                                                                   |                                                                                                   |                                                                                                   |  |  | | | | | | |  |  | | | | | | |  |  |                                                              |                                                              |                                                              |                                                              |                                                              |                                                              |  |  |  |  |  |  |  |  |  |  |  |  |  |  |  |  |  |  |  |  |  |  |  |  |  |  |  |  |
| | | | | | |                                                        |                                                        | |                                                                                                   |                                                                                                   |                                                                                                   |                                                                                                   |                                                                                                   |  |  | | | | | | |  |  | | | | | | |  |  |                                                              |                                                              |                                                              |                                                              |                                                              |                                                              |  |  |  |  |  |  |  |  |  |  |  |  |  |  |  |  |  |  |  |  |  |  |  |  |  |  |  |  |
| Johan Nilsson Gyllenstierna (1569–1617) Friherre till Lundholm Amiral gm Sigrid Brahe                | Johan Nilsson Gyllenstierna (1569–1617) Friherre till Lundholm Amiral gm Sigrid Brahe                | Johan Nilsson Gyllenstierna (1569–1617) Friherre till Lundholm Amiral gm Sigrid Brahe                | Johan Nilsson Gyllenstierna (1569–1617) Friherre till Lundholm Amiral gm Sigrid Brahe                | Johan Nilsson Gyllenstierna (1569–1617) Friherre till Lundholm Amiral gm Sigrid Brahe                | Johan Nilsson Gyllenstierna (1569–1617) Friherre till Lundholm Amiral gm Sigrid Brahe                |                                                        |                                                        | Göran Nilsson Gyllenstierna Friherre till Lundholm Riksamiral                                                           | Göran Nilsson Gyllenstierna Friherre till Lundholm Riksamiral                                     | Göran Nilsson Gyllenstierna Friherre till Lundholm Riksamiral                                     | Göran Nilsson Gyllenstierna Friherre till Lundholm Riksamiral                                     | Göran Nilsson Gyllenstierna Friherre till Lundholm Riksamiral                                     | Göran Nilsson Gyllenstierna Friherre till Lundholm Riksamiral                                     |  |  | Nils Nilsson Gyllenstierna Friherre till Lundholm Herre till Fågelvik och Vittvik | Nils Nilsson Gyllenstierna Friherre till Lundholm Herre till Fågelvik och Vittvik | Nils Nilsson Gyllenstierna Friherre till Lundholm Herre till Fågelvik och Vittvik | Nils Nilsson Gyllenstierna Friherre till Lundholm Herre till Fågelvik och Vittvik | Nils Nilsson Gyllenstierna Friherre till Lundholm Herre till Fågelvik och Vittvik | Nils Nilsson Gyllenstierna Friherre till Lundholm Herre till Fågelvik och Vittvik |  |  | Elisabet Gyllenstierna (1581–1646) Överhovmästarinna 1634–1639                                                                     | Elisabet Gyllenstierna (1581–1646) Överhovmästarinna 1634–1639                                                                     | Elisabet Gyllenstierna (1581–1646) Överhovmästarinna 1634–1639                                                                     | Elisabet Gyllenstierna (1581–1646) Överhovmästarinna 1634–1639                                                                     | Elisabet Gyllenstierna (1581–1646) Överhovmästarinna 1634–1639                                                                     | Elisabet Gyllenstierna (1581–1646) Överhovmästarinna 1634–1639                                                                     |  |  |                                                              |                                                              |                                                              |                                                              |                                                              |                                                              |  |  |  |  |  |  |  |  |  |  |  |  |  |  |  |  |  |  |  |  |  |  |  |  |  |  |  |  |
| Johan Nilsson Gyllenstierna (1569–1617) Friherre till Lundholm Amiral gm Sigrid Brahe                | Johan Nilsson Gyllenstierna (1569–1617) Friherre till Lundholm Amiral gm Sigrid Brahe                | Johan Nilsson Gyllenstierna (1569–1617) Friherre till Lundholm Amiral gm Sigrid Brahe                | Johan Nilsson Gyllenstierna (1569–1617) Friherre till Lundholm Amiral gm Sigrid Brahe                | Johan Nilsson Gyllenstierna (1569–1617) Friherre till Lundholm Amiral gm Sigrid Brahe                | Johan Nilsson Gyllenstierna (1569–1617) Friherre till Lundholm Amiral gm Sigrid Brahe                |                                                        |                                                        | Göran Nilsson Gyllenstierna Friherre till Lundholm Riksamiral                                                           | Göran Nilsson Gyllenstierna Friherre till Lundholm Riksamiral                                     | Göran Nilsson Gyllenstierna Friherre till Lundholm Riksamiral                                     | Göran Nilsson Gyllenstierna Friherre till Lundholm Riksamiral                                     | Göran Nilsson Gyllenstierna Friherre till Lundholm Riksamiral                                     | Göran Nilsson Gyllenstierna Friherre till Lundholm Riksamiral                                     |  |  | Nils Nilsson Gyllenstierna Friherre till Lundholm Herre till Fågelvik och Vittvik | Nils Nilsson Gyllenstierna Friherre till Lundholm Herre till Fågelvik och Vittvik | Nils Nilsson Gyllenstierna Friherre till Lundholm Herre till Fågelvik och Vittvik | Nils Nilsson Gyllenstierna Friherre till Lundholm Herre till Fågelvik och Vittvik | Nils Nilsson Gyllenstierna Friherre till Lundholm Herre till Fågelvik och Vittvik | Nils Nilsson Gyllenstierna Friherre till Lundholm Herre till Fågelvik och Vittvik |  |  | Elisabet Gyllenstierna (1581–1646) Överhovmästarinna 1634–1639                                                                     | Elisabet Gyllenstierna (1581–1646) Överhovmästarinna 1634–1639                                                                     | Elisabet Gyllenstierna (1581–1646) Överhovmästarinna 1634–1639                                                                     | Elisabet Gyllenstierna (1581–1646) Överhovmästarinna 1634–1639                                                                     | Elisabet Gyllenstierna (1581–1646) Överhovmästarinna 1634–1639                                                                     | Elisabet Gyllenstierna (1581–1646) Överhovmästarinna 1634–1639                                                                     |  |  |                                                              |                                                              |                                                              |                                                              |                                                              |                                                              |  |  |  |  |  |  |  |  |  |  |  |  |  |  |  |  |  |  |  |  |  |  |  |  |  |  |  |  |
| | | | | | |                                                        |                                                        | |                                                                                                   |                                                                                                   |                                                                                                   |                                                                                                   |                                                                                                   |  |  | | | | | | |  |  | | | | | | |  |  |                                                              |                                                              |                                                              |                                                              |                                                              |                                                              |  |  |  |  |  |  |  |  |  |  |  |  |  |  |  |  |  |  |  |  |  |  |  |  |  |  |  |  |
| Sigismund Gyllenstierna (1598–1666) polsk senator                                                    | Sigismund Gyllenstierna (1598–1666) polsk senator                                                    | Sigismund Gyllenstierna (1598–1666) polsk senator                                                    | Sigismund Gyllenstierna (1598–1666) polsk senator                                                    | Sigismund Gyllenstierna (1598–1666) polsk senator                                                    | Sigismund Gyllenstierna (1598–1666) polsk senator                                                    |                                                        |                                                        | Göran Gyllenstierna .ä. Friherre till Lundholm (1601–1646) Amiral Landshövding i Uppsala                                | Göran Gyllenstierna .ä. Friherre till Lundholm (1601–1646) Amiral Landshövding i Uppsala          | Göran Gyllenstierna .ä. Friherre till Lundholm (1601–1646) Amiral Landshövding i Uppsala          | Göran Gyllenstierna .ä. Friherre till Lundholm (1601–1646) Amiral Landshövding i Uppsala          | Göran Gyllenstierna .ä. Friherre till Lundholm (1601–1646) Amiral Landshövding i Uppsala          | Göran Gyllenstierna .ä. Friherre till Lundholm (1601–1646) Amiral Landshövding i Uppsala          |  |  | Nils Nilsson Gyllenstierna till Fågelvik Friherre till Lundholm | Nils Nilsson Gyllenstierna till Fågelvik Friherre till Lundholm | Nils Nilsson Gyllenstierna till Fågelvik Friherre till Lundholm | Nils Nilsson Gyllenstierna till Fågelvik Friherre till Lundholm | Nils Nilsson Gyllenstierna till Fågelvik Friherre till Lundholm | Nils Nilsson Gyllenstierna till Fågelvik Friherre till Lundholm |  |  | Johan Nilsson Gyllenstierna den yngre den lärde och vältalige kallad Friherre, ämbetsman                                           | Johan Nilsson Gyllenstierna den yngre den lärde och vältalige kallad Friherre, ämbetsman                                           | Johan Nilsson Gyllenstierna den yngre den lärde och vältalige kallad Friherre, ämbetsman                                           | Johan Nilsson Gyllenstierna den yngre den lärde och vältalige kallad Friherre, ämbetsman                                           | Johan Nilsson Gyllenstierna den yngre den lärde och vältalige kallad Friherre, ämbetsman                                           | Johan Nilsson Gyllenstierna den yngre den lärde och vältalige kallad Friherre, ämbetsman                                           |  |  | Carl Gyllenstierna till Fågelvik och Hässelby                | Carl Gyllenstierna till Fågelvik och Hässelby                | Carl Gyllenstierna till Fågelvik och Hässelby                | Carl Gyllenstierna till Fågelvik och Hässelby                | Carl Gyllenstierna till Fågelvik och Hässelby                | Carl Gyllenstierna till Fågelvik och Hässelby                |  |  |  |  |  |  |  |  |  |  |  |  |  |  |  |  |  |  |  |  |  |  |  |  |  |  |  |  |
| Sigismund Gyllenstierna (1598–1666) polsk senator                                                    | Sigismund Gyllenstierna (1598–1666) polsk senator                                                    | Sigismund Gyllenstierna (1598–1666) polsk senator                                                    | Sigismund Gyllenstierna (1598–1666) polsk senator                                                    | Sigismund Gyllenstierna (1598–1666) polsk senator                                                    | Sigismund Gyllenstierna (1598–1666) polsk senator                                                    |                                                        |                                                        | Göran Gyllenstierna .ä. Friherre till Lundholm (1601–1646) Amiral Landshövding i Uppsala                                | Göran Gyllenstierna .ä. Friherre till Lundholm (1601–1646) Amiral Landshövding i Uppsala          | Göran Gyllenstierna .ä. Friherre till Lundholm (1601–1646) Amiral Landshövding i Uppsala          | Göran Gyllenstierna .ä. Friherre till Lundholm (1601–1646) Amiral Landshövding i Uppsala          | Göran Gyllenstierna .ä. Friherre till Lundholm (1601–1646) Amiral Landshövding i Uppsala          | Göran Gyllenstierna .ä. Friherre till Lundholm (1601–1646) Amiral Landshövding i Uppsala          |  |  | Nils Nilsson Gyllenstierna till Fågelvik Friherre till Lundholm | Nils Nilsson Gyllenstierna till Fågelvik Friherre till Lundholm | Nils Nilsson Gyllenstierna till Fågelvik Friherre till Lundholm | Nils Nilsson Gyllenstierna till Fågelvik Friherre till Lundholm | Nils Nilsson Gyllenstierna till Fågelvik Friherre till Lundholm | Nils Nilsson Gyllenstierna till Fågelvik Friherre till Lundholm |  |  | Johan Nilsson Gyllenstierna den yngre den lärde och vältalige kallad Friherre, ämbetsman                                           | Johan Nilsson Gyllenstierna den yngre den lärde och vältalige kallad Friherre, ämbetsman                                           | Johan Nilsson Gyllenstierna den yngre den lärde och vältalige kallad Friherre, ämbetsman                                           | Johan Nilsson Gyllenstierna den yngre den lärde och vältalige kallad Friherre, ämbetsman                                           | Johan Nilsson Gyllenstierna den yngre den lärde och vältalige kallad Friherre, ämbetsman                                           | Johan Nilsson Gyllenstierna den yngre den lärde och vältalige kallad Friherre, ämbetsman                                           |  |  | Carl Gyllenstierna till Fågelvik och Hässelby                | Carl Gyllenstierna till Fågelvik och Hässelby                | Carl Gyllenstierna till Fågelvik och Hässelby                | Carl Gyllenstierna till Fågelvik och Hässelby                | Carl Gyllenstierna till Fågelvik och Hässelby                | Carl Gyllenstierna till Fågelvik och Hässelby                |  |  |  |  |  |  |  |  |  |  |  |  |  |  |  |  |  |  |  |  |  |  |  |  |  |  |  |  |
| | | | | | |                                                        |                                                        | |                                                                                                   |                                                                                                   |                                                                                                   |                                                                                                   |                                                                                                   |  |  | | | | | | |  |  | | | | | | |  |  |                                                              |                                                              |                                                              |                                                              |                                                              |                                                              |  |  |  |  |  |  |  |  |  |  |  |  |  |  |  |  |  |  |  |  |  |  |  |  |  |  |  |  |
| Jöran Gyllenstierna greve Gyllenstierna af Björksund och Helgö                                       | Jöran Gyllenstierna greve Gyllenstierna af Björksund och Helgö                                       | Jöran Gyllenstierna greve Gyllenstierna af Björksund och Helgö                                       | Jöran Gyllenstierna greve Gyllenstierna af Björksund och Helgö                                       | Jöran Gyllenstierna greve Gyllenstierna af Björksund och Helgö                                       | Jöran Gyllenstierna greve Gyllenstierna af Björksund och Helgö                                       |                                                        |                                                        | Johan Göransson Gyllenstierna greve Gyllenstierna af Björksund och Helgö                                                | Johan Göransson Gyllenstierna greve Gyllenstierna af Björksund och Helgö                          | Johan Göransson Gyllenstierna greve Gyllenstierna af Björksund och Helgö                          | Johan Göransson Gyllenstierna greve Gyllenstierna af Björksund och Helgö                          | Johan Göransson Gyllenstierna greve Gyllenstierna af Björksund och Helgö                          | Johan Göransson Gyllenstierna greve Gyllenstierna af Björksund och Helgö                          |  |  | Axel Carl 1652–1655 | Axel Carl 1652–1655 | Axel Carl 1652–1655 | Axel Carl 1652–1655 | Axel Carl 1652–1655 | Axel Carl 1652–1655 |  |  | Axel Erik d.ä. till Frösåker, Bjersgård och Vasa i Skepptuna                                                                       | Axel Erik d.ä. till Frösåker, Bjersgård och Vasa i Skepptuna                                                                       | Axel Erik d.ä. till Frösåker, Bjersgård och Vasa i Skepptuna                                                                       | Axel Erik d.ä. till Frösåker, Bjersgård och Vasa i Skepptuna                                                                       | Axel Erik d.ä. till Frösåker, Bjersgård och Vasa i Skepptuna                                                                       | Axel Erik d.ä. till Frösåker, Bjersgård och Vasa i Skepptuna                                                                       |  |  | Nils Gyllenstierna af Lundholm (1648–1720) greve af Fågelvik | Nils Gyllenstierna af Lundholm (1648–1720) greve af Fågelvik | Nils Gyllenstierna af Lundholm (1648–1720) greve af Fågelvik | Nils Gyllenstierna af Lundholm (1648–1720) greve af Fågelvik | Nils Gyllenstierna af Lundholm (1648–1720) greve af Fågelvik | Nils Gyllenstierna af Lundholm (1648–1720) greve af Fågelvik |  |  |  |  |  |  |  |  |  |  |  |  |  |  |  |  |  |  |  |  |  |  |  |  |  |  |  |  |
| Jöran Gyllenstierna greve Gyllenstierna af Björksund och Helgö                                       | Jöran Gyllenstierna greve Gyllenstierna af Björksund och Helgö                                       | Jöran Gyllenstierna greve Gyllenstierna af Björksund och Helgö                                       | Jöran Gyllenstierna greve Gyllenstierna af Björksund och Helgö                                       | Jöran Gyllenstierna greve Gyllenstierna af Björksund och Helgö                                       | Jöran Gyllenstierna greve Gyllenstierna af Björksund och Helgö                                       |                                                        |                                                        | Johan Göransson Gyllenstierna greve Gyllenstierna af Björksund och Helgö                                                | Johan Göransson Gyllenstierna greve Gyllenstierna af Björksund och Helgö                          | Johan Göransson Gyllenstierna greve Gyllenstierna af Björksund och Helgö                          | Johan Göransson Gyllenstierna greve Gyllenstierna af Björksund och Helgö                          | Johan Göransson Gyllenstierna greve Gyllenstierna af Björksund och Helgö                          | Johan Göransson Gyllenstierna greve Gyllenstierna af Björksund och Helgö                          |  |  | Axel Carl 1652–1655 | Axel Carl 1652–1655 | Axel Carl 1652–1655 | Axel Carl 1652–1655 | Axel Carl 1652–1655 | Axel Carl 1652–1655 |  |  | Axel Erik d.ä. till Frösåker, Bjersgård och Vasa i Skepptuna                                                                       | Axel Erik d.ä. till Frösåker, Bjersgård och Vasa i Skepptuna                                                                       | Axel Erik d.ä. till Frösåker, Bjersgård och Vasa i Skepptuna                                                                       | Axel Erik d.ä. till Frösåker, Bjersgård och Vasa i Skepptuna                                                                       | Axel Erik d.ä. till Frösåker, Bjersgård och Vasa i Skepptuna                                                                       | Axel Erik d.ä. till Frösåker, Bjersgård och Vasa i Skepptuna                                                                       |  |  | Nils Gyllenstierna af Lundholm (1648–1720) greve af Fågelvik | Nils Gyllenstierna af Lundholm (1648–1720) greve af Fågelvik | Nils Gyllenstierna af Lundholm (1648–1720) greve af Fågelvik | Nils Gyllenstierna af Lundholm (1648–1720) greve af Fågelvik | Nils Gyllenstierna af Lundholm (1648–1720) greve af Fågelvik | Nils Gyllenstierna af Lundholm (1648–1720) greve af Fågelvik |  |  |  |  |  |  |  |  |  |  |  |  |  |  |  |  |  |  |  |  |  |  |  |  |  |  |  |  |
| | | | | | |                                                        |                                                        | |                                                                                                   |                                                                                                   |                                                                                                   |                                                                                                   |                                                                                                   |  |  | | | | | | |  |  | | | | | | |  |  |                                                              |                                                              |                                                              |                                                              |                                                              |                                                              |  |  |  |  |  |  |  |  |  |  |  |  |  |  |  |  |  |  |  |  |  |  |  |  |  |  |  |  |
| | | | | Grevliga ätten 45 Gyllenstierna af Björksund och Helgö                                               | Grevliga ätten 45 Gyllenstierna af Björksund och Helgö                                               | Grevliga ätten 45 Gyllenstierna af Björksund och Helgö | Grevliga ätten 45 Gyllenstierna af Björksund och Helgö | Grevliga ätten 45 Gyllenstierna af Björksund och Helgö                                                                  | Grevliga ätten 45 Gyllenstierna af Björksund och Helgö                                            |                                                                                                   |                                                                                                   |                                                                                                   |                                                                                                   |  |  | Nils Gyllenstierna till Frösåker och Bjersgård | Nils Gyllenstierna till Frösåker och Bjersgård | Nils Gyllenstierna till Frösåker och Bjersgård | Nils Gyllenstierna till Frösåker och Bjersgård | Nils Gyllenstierna till Frösåker och Bjersgård | Nils Gyllenstierna till Frösåker och Bjersgård |  |  | Gustaf Johan Gyllenstierna (1709–1764) politiker under frihetstiden och rysk spion dömd från gods ära och adelskap 2 döttrar       | Gustaf Johan Gyllenstierna (1709–1764) politiker under frihetstiden och rysk spion dömd från gods ära och adelskap 2 döttrar       | Gustaf Johan Gyllenstierna (1709–1764) politiker under frihetstiden och rysk spion dömd från gods ära och adelskap 2 döttrar       | Gustaf Johan Gyllenstierna (1709–1764) politiker under frihetstiden och rysk spion dömd från gods ära och adelskap 2 döttrar       | Gustaf Johan Gyllenstierna (1709–1764) politiker under frihetstiden och rysk spion dömd från gods ära och adelskap 2 döttrar       | Gustaf Johan Gyllenstierna (1709–1764) politiker under frihetstiden och rysk spion dömd från gods ära och adelskap 2 döttrar       |  |  | Grevliga ätten 47 Gyllenstierna af Fågelvik                  | Grevliga ätten 47 Gyllenstierna af Fågelvik                  | Grevliga ätten 47 Gyllenstierna af Fågelvik                  | Grevliga ätten 47 Gyllenstierna af Fågelvik                  | Grevliga ätten 47 Gyllenstierna af Fågelvik                  | Grevliga ätten 47 Gyllenstierna af Fågelvik                  |  |  |  |  |  |  |  |  |  |  |  |  |  |  |  |  |  |  |  |  |  |  |  |  |  |  |  |  |
| | | | | Grevliga ätten 45 Gyllenstierna af Björksund och Helgö                                               | Grevliga ätten 45 Gyllenstierna af Björksund och Helgö                                               | Grevliga ätten 45 Gyllenstierna af Björksund och Helgö | Grevliga ätten 45 Gyllenstierna af Björksund och Helgö | Grevliga ätten 45 Gyllenstierna af Björksund och Helgö                                                                  | Grevliga ätten 45 Gyllenstierna af Björksund och Helgö                                            |                                                                                                   |                                                                                                   |                                                                                                   |                                                                                                   |  |  | Nils Gyllenstierna till Frösåker och Bjersgård | Nils Gyllenstierna till Frösåker och Bjersgård | Nils Gyllenstierna till Frösåker och Bjersgård | Nils Gyllenstierna till Frösåker och Bjersgård | Nils Gyllenstierna till Frösåker och Bjersgård | Nils Gyllenstierna till Frösåker och Bjersgård |  |  | Gustaf Johan Gyllenstierna (1709–1764) politiker under frihetstiden och rysk spion dömd från gods ära och adelskap 2 döttrar       | Gustaf Johan Gyllenstierna (1709–1764) politiker under frihetstiden och rysk spion dömd från gods ära och adelskap 2 döttrar       | Gustaf Johan Gyllenstierna (1709–1764) politiker under frihetstiden och rysk spion dömd från gods ära och adelskap 2 döttrar       | Gustaf Johan Gyllenstierna (1709–1764) politiker under frihetstiden och rysk spion dömd från gods ära och adelskap 2 döttrar       | Gustaf Johan Gyllenstierna (1709–1764) politiker under frihetstiden och rysk spion dömd från gods ära och adelskap 2 döttrar       | Gustaf Johan Gyllenstierna (1709–1764) politiker under frihetstiden och rysk spion dömd från gods ära och adelskap 2 döttrar       |  |  | Grevliga ätten 47 Gyllenstierna af Fågelvik                  | Grevliga ätten 47 Gyllenstierna af Fågelvik                  | Grevliga ätten 47 Gyllenstierna af Fågelvik                  | Grevliga ätten 47 Gyllenstierna af Fågelvik                  | Grevliga ätten 47 Gyllenstierna af Fågelvik                  | Grevliga ätten 47 Gyllenstierna af Fågelvik                  |  |  |  |  |  |  |  |  |  |  |  |  |  |  |  |  |  |  |  |  |  |  |  |  |  |  |  |  |
| | | | | | |                                                        |                                                        | |                                                                                                   |                                                                                                   |                                                                                                   |                                                                                                   |                                                                                                   |  |  | | | | | | |  |  | | | | | | |  |  |                                                              |                                                              |                                                              |                                                              |                                                              |                                                              |  |  |  |  |  |  |  |  |  |  |  |  |  |  |  |  |  |  |  |  |  |  |  |  |  |  |  |  |
| | | | | | |                                                        |                                                        | Axel Eric Gyllenstierna till Bjersgård (1747–1823) landshövding                                                         | Axel Eric Gyllenstierna till Bjersgård (1747–1823) landshövding                                   | Axel Eric Gyllenstierna till Bjersgård (1747–1823) landshövding                                   | Axel Eric Gyllenstierna till Bjersgård (1747–1823) landshövding                                   | Axel Eric Gyllenstierna till Bjersgård (1747–1823) landshövding                                   | Axel Eric Gyllenstierna till Bjersgård (1747–1823) landshövding                                   |  |  | Carl Christoffer Gyllenstierna (1768–1841) till Frösåker gm Antoinette von Kochen (1768–1841 arvtagare till Krapperup)                                                                  | Carl Christoffer Gyllenstierna (1768–1841) till Frösåker gm Antoinette von Kochen (1768–1841 arvtagare till Krapperup)                                                                  | Carl Christoffer Gyllenstierna (1768–1841) till Frösåker gm Antoinette von Kochen (1768–1841 arvtagare till Krapperup)                                                                  | Carl Christoffer Gyllenstierna (1768–1841) till Frösåker gm Antoinette von Kochen (1768–1841 arvtagare till Krapperup)                                                                  | Carl Christoffer Gyllenstierna (1768–1841) till Frösåker gm Antoinette von Kochen (1768–1841 arvtagare till Krapperup)                                                                  | Carl Christoffer Gyllenstierna (1768–1841) till Frösåker gm Antoinette von Kochen (1768–1841 arvtagare till Krapperup)                                                                  |  |  | | | | | | |  |  |                                                              |                                                              |                                                              |                                                              |                                                              |                                                              |  |  |  |  |  |  |  |  |  |  |  |  |  |  |  |  |  |  |  |  |  |  |  |  |  |  |  |  |
| | | | | | |                                                        |                                                        | Axel Eric Gyllenstierna till Bjersgård (1747–1823) landshövding                                                         | Axel Eric Gyllenstierna till Bjersgård (1747–1823) landshövding                                   | Axel Eric Gyllenstierna till Bjersgård (1747–1823) landshövding                                   | Axel Eric Gyllenstierna till Bjersgård (1747–1823) landshövding                                   | Axel Eric Gyllenstierna till Bjersgård (1747–1823) landshövding                                   | Axel Eric Gyllenstierna till Bjersgård (1747–1823) landshövding                                   |  |  | Carl Christoffer Gyllenstierna (1768–1841) till Frösåker gm Antoinette von Kochen (1768–1841 arvtagare till Krapperup)                                                                  | Carl Christoffer Gyllenstierna (1768–1841) till Frösåker gm Antoinette von Kochen (1768–1841 arvtagare till Krapperup)                                                                  | Carl Christoffer Gyllenstierna (1768–1841) till Frösåker gm Antoinette von Kochen (1768–1841 arvtagare till Krapperup)                                                                  | Carl Christoffer Gyllenstierna (1768–1841) till Frösåker gm Antoinette von Kochen (1768–1841 arvtagare till Krapperup)                                                                  | Carl Christoffer Gyllenstierna (1768–1841) till Frösåker gm Antoinette von Kochen (1768–1841 arvtagare till Krapperup)                                                                  | Carl Christoffer Gyllenstierna (1768–1841) till Frösåker gm Antoinette von Kochen (1768–1841 arvtagare till Krapperup)                                                                  |  |  | | | | | | |  |  |                                                              |                                                              |                                                              |                                                              |                                                              |                                                              |  |  |  |  |  |  |  |  |  |  |  |  |  |  |  |  |  |  |  |  |  |  |  |  |  |  |  |  |
| | | | | | |                                                        |                                                        | Nils Christoffer Gyllenstierna till Frösåker och Bjersgård (1789–1865) kammarherre 1841–1865 fideikommissarie Krapperup |                                                                                                   |                                                                                                   |                                                                                                   |                                                                                                   |                                                                                                   |  |  | | | | | | |  |  | | | | | | |  |  |                                                              |                                                              |                                                              |                                                              |                                                              |                                                              |  |  |  |  |  |  |  |  |  |  |  |  |  |  |  |  |  |  |  |  |  |  |  |  |  |  |  |  |
| | | | | | |                                                        |                                                        | |                                                                                                   |                                                                                                   |                                                                                                   |                                                                                                   |                                                                                                   |  |  | | | | | | |  |  | | | | | | |  |  |                                                              |                                                              |                                                              |                                                              |                                                              |                                                              |  |  |  |  |  |  |  |  |  |  |  |  |  |  |  |  |  |  |  |  |  |  |  |  |  |  |  |  |
| | | | | | |                                                        |                                                        | |                                                                                                   |                                                                                                   |                                                                                                   |                                                                                                   |                                                                                                   |  |  | | | | | | |  |  | | | | | | |  |  |                                                              |                                                              |                                                              |                                                              |                                                              |                                                              |  |  |  |  |  |  |  |  |  |  |  |  |  |  |  |  |  |  |  |  |  |  |  |  |  |  |  |  |
| Carl Gyllenstierna (1819–1866) 1865 fideikommissarie till Krapperup och Bjersgård                    | Carl Gyllenstierna (1819–1866) 1865 fideikommissarie till Krapperup och Bjersgård                    | Carl Gyllenstierna (1819–1866) 1865 fideikommissarie till Krapperup och Bjersgård                    | Carl Gyllenstierna (1819–1866) 1865 fideikommissarie till Krapperup och Bjersgård                    | Carl Gyllenstierna (1819–1866) 1865 fideikommissarie till Krapperup och Bjersgård                    | Carl Gyllenstierna (1819–1866) 1865 fideikommissarie till Krapperup och Bjersgård                    |                                                        |                                                        | Erik Gyllenstierna (1825–1870) Ryttmästare, riksdagsman                                                                 | Erik Gyllenstierna (1825–1870) Ryttmästare, riksdagsman                                           | Erik Gyllenstierna (1825–1870) Ryttmästare, riksdagsman                                           | Erik Gyllenstierna (1825–1870) Ryttmästare, riksdagsman                                           | Erik Gyllenstierna (1825–1870) Ryttmästare, riksdagsman                                           | Erik Gyllenstierna (1825–1870) Ryttmästare, riksdagsman                                           |  |  | | | | | | |  |  | Nils Gyllenstierna (1826–1905) Godsägare Far till Axel Carl Sten Göran och Christoffer Axel f.t. Mogens Nils Sten f.t. Nils Joakim | Nils Gyllenstierna (1826–1905) Godsägare Far till Axel Carl Sten Göran och Christoffer Axel f.t. Mogens Nils Sten f.t. Nils Joakim | Nils Gyllenstierna (1826–1905) Godsägare Far till Axel Carl Sten Göran och Christoffer Axel f.t. Mogens Nils Sten f.t. Nils Joakim | Nils Gyllenstierna (1826–1905) Godsägare Far till Axel Carl Sten Göran och Christoffer Axel f.t. Mogens Nils Sten f.t. Nils Joakim | Nils Gyllenstierna (1826–1905) Godsägare Far till Axel Carl Sten Göran och Christoffer Axel f.t. Mogens Nils Sten f.t. Nils Joakim | Nils Gyllenstierna (1826–1905) Godsägare Far till Axel Carl Sten Göran och Christoffer Axel f.t. Mogens Nils Sten f.t. Nils Joakim |  |  |                                                              |                                                              |                                                              |                                                              |                                                              |                                                              |  |  |  |  |  |  |  |  |  |  |  |  |  |  |  |  |  |  |  |  |  |  |  |  |  |  |  |  |
| Carl Gyllenstierna (1819–1866) 1865 fideikommissarie till Krapperup och Bjersgård                    | Carl Gyllenstierna (1819–1866) 1865 fideikommissarie till Krapperup och Bjersgård                    | Carl Gyllenstierna (1819–1866) 1865 fideikommissarie till Krapperup och Bjersgård                    | Carl Gyllenstierna (1819–1866) 1865 fideikommissarie till Krapperup och Bjersgård                    | Carl Gyllenstierna (1819–1866) 1865 fideikommissarie till Krapperup och Bjersgård                    | Carl Gyllenstierna (1819–1866) 1865 fideikommissarie till Krapperup och Bjersgård                    |                                                        |                                                        | Erik Gyllenstierna (1825–1870) Ryttmästare, riksdagsman                                                                 | Erik Gyllenstierna (1825–1870) Ryttmästare, riksdagsman                                           | Erik Gyllenstierna (1825–1870) Ryttmästare, riksdagsman                                           | Erik Gyllenstierna (1825–1870) Ryttmästare, riksdagsman                                           | Erik Gyllenstierna (1825–1870) Ryttmästare, riksdagsman                                           | Erik Gyllenstierna (1825–1870) Ryttmästare, riksdagsman                                           |  |  | | | | | | |  |  | Nils Gyllenstierna (1826–1905) Godsägare Far till Axel Carl Sten Göran och Christoffer Axel f.t. Mogens Nils Sten f.t. Nils Joakim | Nils Gyllenstierna (1826–1905) Godsägare Far till Axel Carl Sten Göran och Christoffer Axel f.t. Mogens Nils Sten f.t. Nils Joakim | Nils Gyllenstierna (1826–1905) Godsägare Far till Axel Carl Sten Göran och Christoffer Axel f.t. Mogens Nils Sten f.t. Nils Joakim | Nils Gyllenstierna (1826–1905) Godsägare Far till Axel Carl Sten Göran och Christoffer Axel f.t. Mogens Nils Sten f.t. Nils Joakim | Nils Gyllenstierna (1826–1905) Godsägare Far till Axel Carl Sten Göran och Christoffer Axel f.t. Mogens Nils Sten f.t. Nils Joakim | Nils Gyllenstierna (1826–1905) Godsägare Far till Axel Carl Sten Göran och Christoffer Axel f.t. Mogens Nils Sten f.t. Nils Joakim |  |  |                                                              |                                                              |                                                              |                                                              |                                                              |                                                              |  |  |  |  |  |  |  |  |  |  |  |  |  |  |  |  |  |  |  |  |  |  |  |  |  |  |  |  |
| | | | | | |                                                        |                                                        | |                                                                                                   |                                                                                                   |                                                                                                   |                                                                                                   |                                                                                                   |  |  | | | | | | |  |  | | | | | | |  |  |                                                              |                                                              |                                                              |                                                              |                                                              |                                                              |  |  |  |  |  |  |  |  |  |  |  |  |  |  |  |  |  |  |  |  |  |  |  |  |  |  |  |  |
| Nils Gyllenstierna (1855–1926) hovjägmästare 1865–1926 Fideikommissarie till Krapperup och Bjersgård | Nils Gyllenstierna (1855–1926) hovjägmästare 1865–1926 Fideikommissarie till Krapperup och Bjersgård | Nils Gyllenstierna (1855–1926) hovjägmästare 1865–1926 Fideikommissarie till Krapperup och Bjersgård | Nils Gyllenstierna (1855–1926) hovjägmästare 1865–1926 Fideikommissarie till Krapperup och Bjersgård | Nils Gyllenstierna (1855–1926) hovjägmästare 1865–1926 Fideikommissarie till Krapperup och Bjersgård | Nils Gyllenstierna (1855–1926) hovjägmästare 1865–1926 Fideikommissarie till Krapperup och Bjersgård |                                                        |                                                        | Johan Gyllenstierna (politiker) (1857–1931) hade söner Knut och Johan Johan far till Karl och Jan                       | Johan Gyllenstierna (politiker) (1857–1931) hade söner Knut och Johan Johan far till Karl och Jan | Johan Gyllenstierna (politiker) (1857–1931) hade söner Knut och Johan Johan far till Karl och Jan | Johan Gyllenstierna (politiker) (1857–1931) hade söner Knut och Johan Johan far till Karl och Jan | Johan Gyllenstierna (politiker) (1857–1931) hade söner Knut och Johan Johan far till Karl och Jan | Johan Gyllenstierna (politiker) (1857–1931) hade söner Knut och Johan Johan far till Karl och Jan |  |  | Erik Gyllenstierna hade sönerna Sten och Stig Stig far till skådespelerskan Mary-Anne Gyllenstierna                                                                                     | Erik Gyllenstierna hade sönerna Sten och Stig Stig far till skådespelerskan Mary-Anne Gyllenstierna                                                                                     | Erik Gyllenstierna hade sönerna Sten och Stig Stig far till skådespelerskan Mary-Anne Gyllenstierna                                                                                     | Erik Gyllenstierna hade sönerna Sten och Stig Stig far till skådespelerskan Mary-Anne Gyllenstierna                                                                                     | Erik Gyllenstierna hade sönerna Sten och Stig Stig far till skådespelerskan Mary-Anne Gyllenstierna                                                                                     | Erik Gyllenstierna hade sönerna Sten och Stig Stig far till skådespelerskan Mary-Anne Gyllenstierna                                                                                     |  |  | Göran Gyllenstierna af Lundholm (1876–1968) Far till Bo och Ebbe                                                                   | Göran Gyllenstierna af Lundholm (1876–1968) Far till Bo och Ebbe                                                                   | Göran Gyllenstierna af Lundholm (1876–1968) Far till Bo och Ebbe                                                                   | Göran Gyllenstierna af Lundholm (1876–1968) Far till Bo och Ebbe                                                                   | Göran Gyllenstierna af Lundholm (1876–1968) Far till Bo och Ebbe                                                                   | Göran Gyllenstierna af Lundholm (1876–1968) Far till Bo och Ebbe                                                                   |  |  |                                                              |                                                              |                                                              |                                                              |                                                              |                                                              |  |  |  |  |  |  |  |  |  |  |  |  |  |  |  |  |  |  |  |  |  |  |  |  |  |  |  |  |
| Nils Gyllenstierna (1855–1926) hovjägmästare 1865–1926 Fideikommissarie till Krapperup och Bjersgård | Nils Gyllenstierna (1855–1926) hovjägmästare 1865–1926 Fideikommissarie till Krapperup och Bjersgård | Nils Gyllenstierna (1855–1926) hovjägmästare 1865–1926 Fideikommissarie till Krapperup och Bjersgård | Nils Gyllenstierna (1855–1926) hovjägmästare 1865–1926 Fideikommissarie till Krapperup och Bjersgård | Nils Gyllenstierna (1855–1926) hovjägmästare 1865–1926 Fideikommissarie till Krapperup och Bjersgård | Nils Gyllenstierna (1855–1926) hovjägmästare 1865–1926 Fideikommissarie till Krapperup och Bjersgård |                                                        |                                                        | Johan Gyllenstierna (politiker) (1857–1931) hade söner Knut och Johan Johan far till Karl och Jan                       | Johan Gyllenstierna (politiker) (1857–1931) hade söner Knut och Johan Johan far till Karl och Jan | Johan Gyllenstierna (politiker) (1857–1931) hade söner Knut och Johan Johan far till Karl och Jan | Johan Gyllenstierna (politiker) (1857–1931) hade söner Knut och Johan Johan far till Karl och Jan | Johan Gyllenstierna (politiker) (1857–1931) hade söner Knut och Johan Johan far till Karl och Jan | Johan Gyllenstierna (politiker) (1857–1931) hade söner Knut och Johan Johan far till Karl och Jan |  |  | Erik Gyllenstierna hade sönerna Sten och Stig Stig far till skådespelerskan Mary-Anne Gyllenstierna                                                                                     | Erik Gyllenstierna hade sönerna Sten och Stig Stig far till skådespelerskan Mary-Anne Gyllenstierna                                                                                     | Erik Gyllenstierna hade sönerna Sten och Stig Stig far till skådespelerskan Mary-Anne Gyllenstierna                                                                                     | Erik Gyllenstierna hade sönerna Sten och Stig Stig far till skådespelerskan Mary-Anne Gyllenstierna                                                                                     | Erik Gyllenstierna hade sönerna Sten och Stig Stig far till skådespelerskan Mary-Anne Gyllenstierna                                                                                     | Erik Gyllenstierna hade sönerna Sten och Stig Stig far till skådespelerskan Mary-Anne Gyllenstierna                                                                                     |  |  | Göran Gyllenstierna af Lundholm (1876–1968) Far till Bo och Ebbe                                                                   | Göran Gyllenstierna af Lundholm (1876–1968) Far till Bo och Ebbe                                                                   | Göran Gyllenstierna af Lundholm (1876–1968) Far till Bo och Ebbe                                                                   | Göran Gyllenstierna af Lundholm (1876–1968) Far till Bo och Ebbe                                                                   | Göran Gyllenstierna af Lundholm (1876–1968) Far till Bo och Ebbe                                                                   | Göran Gyllenstierna af Lundholm (1876–1968) Far till Bo och Ebbe                                                                   |  |  |                                                              |                                                              |                                                              |                                                              |                                                              |                                                              |  |  |  |  |  |  |  |  |  |  |  |  |  |  |  |  |  |  |  |  |  |  |  |  |  |  |  |  |
| | | | | | |                                                        |                                                        | |                                                                                                   |                                                                                                   |                                                                                                   |                                                                                                   |                                                                                                   |  |  | | | | | | |  |  | | | | | | |  |  |                                                              |                                                              |                                                              |                                                              |                                                              |                                                              |  |  |  |  |  |  |  |  |  |  |  |  |  |  |  |  |  |  |  |  |  |  |  |  |  |  |  |  |
| Eric Gyllenstierna (1882–1940) envoyé 1926–1940 fideikommissarie Krapperup och Bjersgård             | Eric Gyllenstierna (1882–1940) envoyé 1926–1940 fideikommissarie Krapperup och Bjersgård             | Eric Gyllenstierna (1882–1940) envoyé 1926–1940 fideikommissarie Krapperup och Bjersgård             | Eric Gyllenstierna (1882–1940) envoyé 1926–1940 fideikommissarie Krapperup och Bjersgård             | Eric Gyllenstierna (1882–1940) envoyé 1926–1940 fideikommissarie Krapperup och Bjersgård             | Eric Gyllenstierna (1882–1940) envoyé 1926–1940 fideikommissarie Krapperup och Bjersgård             |                                                        |                                                        | Carl Gyllenstierna (1883-?) 1940–1951 fideikommissarie Krapperup och Bjersgård                                          | Carl Gyllenstierna (1883-?) 1940–1951 fideikommissarie Krapperup och Bjersgård                    | Carl Gyllenstierna (1883-?) 1940–1951 fideikommissarie Krapperup och Bjersgård                    | Carl Gyllenstierna (1883-?) 1940–1951 fideikommissarie Krapperup och Bjersgård                    | Carl Gyllenstierna (1883-?) 1940–1951 fideikommissarie Krapperup och Bjersgård                    | Carl Gyllenstierna (1883-?) 1940–1951 fideikommissarie Krapperup och Bjersgård                    |  |  | Gustav Gyllenstierna (1891–1976) Friherre Gyllenstierna af Lundholm siste fideikommissarien till Krapperup 1951–1967 Överlät slottet 1967 till den Gyllenstiernska Krapperupstiftelsen. | Gustav Gyllenstierna (1891–1976) Friherre Gyllenstierna af Lundholm siste fideikommissarien till Krapperup 1951–1967 Överlät slottet 1967 till den Gyllenstiernska Krapperupstiftelsen. | Gustav Gyllenstierna (1891–1976) Friherre Gyllenstierna af Lundholm siste fideikommissarien till Krapperup 1951–1967 Överlät slottet 1967 till den Gyllenstiernska Krapperupstiftelsen. | Gustav Gyllenstierna (1891–1976) Friherre Gyllenstierna af Lundholm siste fideikommissarien till Krapperup 1951–1967 Överlät slottet 1967 till den Gyllenstiernska Krapperupstiftelsen. | Gustav Gyllenstierna (1891–1976) Friherre Gyllenstierna af Lundholm siste fideikommissarien till Krapperup 1951–1967 Överlät slottet 1967 till den Gyllenstiernska Krapperupstiftelsen. | Gustav Gyllenstierna (1891–1976) Friherre Gyllenstierna af Lundholm siste fideikommissarien till Krapperup 1951–1967 Överlät slottet 1967 till den Gyllenstiernska Krapperupstiftelsen. |  |  | | | | | | |  |  |                                                              |                                                              |                                                              |                                                              |                                                              |                                                              |  |  |  |  |  |  |  |  |  |  |  |  |  |  |  |  |  |  |  |  |  |  |  |  |  |  |  |  |
| Eric Gyllenstierna (1882–1940) envoyé 1926–1940 fideikommissarie Krapperup och Bjersgård             | Eric Gyllenstierna (1882–1940) envoyé 1926–1940 fideikommissarie Krapperup och Bjersgård             | Eric Gyllenstierna (1882–1940) envoyé 1926–1940 fideikommissarie Krapperup och Bjersgård             | Eric Gyllenstierna (1882–1940) envoyé 1926–1940 fideikommissarie Krapperup och Bjersgård             | Eric Gyllenstierna (1882–1940) envoyé 1926–1940 fideikommissarie Krapperup och Bjersgård             | Eric Gyllenstierna (1882–1940) envoyé 1926–1940 fideikommissarie Krapperup och Bjersgård             |                                                        |                                                        | Carl Gyllenstierna (1883-?) 1940–1951 fideikommissarie Krapperup och Bjersgård                                          | Carl Gyllenstierna (1883-?) 1940–1951 fideikommissarie Krapperup och Bjersgård                    | Carl Gyllenstierna (1883-?) 1940–1951 fideikommissarie Krapperup och Bjersgård                    | Carl Gyllenstierna (1883-?) 1940–1951 fideikommissarie Krapperup och Bjersgård                    | Carl Gyllenstierna (1883-?) 1940–1951 fideikommissarie Krapperup och Bjersgård                    | Carl Gyllenstierna (1883-?) 1940–1951 fideikommissarie Krapperup och Bjersgård                    |  |  | Gustav Gyllenstierna (1891–1976) Friherre Gyllenstierna af Lundholm siste fideikommissarien till Krapperup 1951–1967 Överlät slottet 1967 till den Gyllenstiernska Krapperupstiftelsen. | Gustav Gyllenstierna (1891–1976) Friherre Gyllenstierna af Lundholm siste fideikommissarien till Krapperup 1951–1967 Överlät slottet 1967 till den Gyllenstiernska Krapperupstiftelsen. | Gustav Gyllenstierna (1891–1976) Friherre Gyllenstierna af Lundholm siste fideikommissarien till Krapperup 1951–1967 Överlät slottet 1967 till den Gyllenstiernska Krapperupstiftelsen. | Gustav Gyllenstierna (1891–1976) Friherre Gyllenstierna af Lundholm siste fideikommissarien till Krapperup 1951–1967 Överlät slottet 1967 till den Gyllenstiernska Krapperupstiftelsen. | Gustav Gyllenstierna (1891–1976) Friherre Gyllenstierna af Lundholm siste fideikommissarien till Krapperup 1951–1967 Överlät slottet 1967 till den Gyllenstiernska Krapperupstiftelsen. | Gustav Gyllenstierna (1891–1976) Friherre Gyllenstierna af Lundholm siste fideikommissarien till Krapperup 1951–1967 Överlät slottet 1967 till den Gyllenstiernska Krapperupstiftelsen. |  |  | | | | | | |  |  |                                                              |                                                              |                                                              |                                                              |                                                              |                                                              |  |  |  |  |  |  |  |  |  |  |  |  |  |  |  |  |  |  |  |  |  |  |  |  |  |  |  |  |
| Wanda Gyllenstierna (1917–1982) 1976–1982 till Gyllenstiernska Krapperupstiftelsen                   | | | | | |                                                        |                                                        | |                                                                                                   |                                                                                                   |                                                                                                   |                                                                                                   |                                                                                                   |  |  | | | | | | |  |  | | | | | | |  |  |                                                              |                                                              |                                                              |                                                              |                                                              |                                                              |  |  |  |  |  |  |  |  |  |  |  |  |  |  |  |  |  |  |  |  |  |  |  |  |  |  |  |  |

## Friherrliga ätten Gyllenstierna af Ulaborg

### Vinstorpsgrenen af Ulaborg
Stamfadern Erik Karlsson Gyllenstierna (1602–1657), var sonsons son till Vintorpsgrenens stamfader Karl Eriksson (Gyllenstierna) och son till Carl Gyllenstierna af Lundholm, föddes 1602 och blev militär, riksråd 1636, generalguvernör 1642, Herre till Nynäs i Balinge socken och Ericsberg i Stora Malms socken, båda i Södermanland, samt Åras, Liminared, Gällenäs och Yxelshoff.
Erik Karlsson var volontär vid Konung Ludvig XIII:s Livgarde 1627, kung Gustav II Adolfs kammarherre 1630; sändebud till Ryssland 1634; riks-Kammarråd 1636; Landshövding över Karelen, Wiborg, Nyslott och Kymenegård 1637; Lantmarskalk på riksdagen i Stockholm 1641 och 1642, häradshövding i Jöskis härad i Finland samt Generalguvernör över Ingernanland, Kexholms län, Narva och Alentaka; riksråd 1645, och upphöjdes till friherre av Uleåborg i Ulo (Uleå) socken (Uleåborg) i Finland 1651 med nummer 18.
Hans son Konrad Gyllenstierna (1638–1684), var riddare och ämbetsman, friherre till Ulaborg, herre till Nynäs, Arta, Gimo, Räfvelstad, Knroeti, 
Johannisberg och Vartofta.),  samt landshövding i Viborgs och Nyslotts län.
Konrad Gyllenstiernas son Eric Gyllenstierna till Nynäs var major och dog ogift 1709 i slaget vid Poltava och slöt ätten på svärdssidan.
Dessförinnan hade Konrads bröder upphöjts, hans bror Christoffer till greve Gyllenstierna af Ericsberg, och brodern Carl Gyllenstierna till greve Gyllenstierna af Steninge.
Fast ätten utslocknade efter tre generationer gav den upp till två utgrenade grevliga ätter, vilka båda två idag är utdöda.
| | | | | | |  |  | Erik Karlsson Gyllenstierna                                |                                                            |                                                            |                                                            |                                                            |                                                            |  |  |                                             |                                             |                                             |                                             |                                             |                                             |  |  |                                                    |                                                    |                                                    |                                                    |                                                    |                                                    |  |  |
| | | | | | |  |  |                                                            |                                                            |                                                            |                                                            |                                                            |                                                            |  |  |                                             |                                             |                                             |                                             |                                             |                                             |  |  |                                                    |                                                    |                                                    |                                                    |                                                    |                                                    |  |  |
| | | | | | |  |  |                                                            |                                                            |                                                            |                                                            |                                                            |                                                            |  |  |                                             |                                             |                                             |                                             |                                             |                                             |  |  |                                                    |                                                    |                                                    |                                                    |                                                    |                                                    |  |  |
| Konrad Gyllenstierna friherre till Ulaborg herre till Nynäs, Årås, Gimo Rävelstad, Kurön Johannisberg och Vartofta.                | Konrad Gyllenstierna friherre till Ulaborg herre till Nynäs, Årås, Gimo Rävelstad, Kurön Johannisberg och Vartofta. | Konrad Gyllenstierna friherre till Ulaborg herre till Nynäs, Årås, Gimo Rävelstad, Kurön Johannisberg och Vartofta. | Konrad Gyllenstierna friherre till Ulaborg herre till Nynäs, Årås, Gimo Rävelstad, Kurön Johannisberg och Vartofta. | Konrad Gyllenstierna friherre till Ulaborg herre till Nynäs, Årås, Gimo Rävelstad, Kurön Johannisberg och Vartofta. | Konrad Gyllenstierna friherre till Ulaborg herre till Nynäs, Årås, Gimo Rävelstad, Kurön Johannisberg och Vartofta. |  |  | Christopher Gyllenstierna Greve Gyllenstierna af Ericsberg | Christopher Gyllenstierna Greve Gyllenstierna af Ericsberg | Christopher Gyllenstierna Greve Gyllenstierna af Ericsberg | Christopher Gyllenstierna Greve Gyllenstierna af Ericsberg | Christopher Gyllenstierna Greve Gyllenstierna af Ericsberg | Christopher Gyllenstierna Greve Gyllenstierna af Ericsberg |  |  | Gustaf friherre till Ulaborg Död ogift 1672 | Gustaf friherre till Ulaborg Död ogift 1672 | Gustaf friherre till Ulaborg Död ogift 1672 | Gustaf friherre till Ulaborg Död ogift 1672 | Gustaf friherre till Ulaborg Död ogift 1672 | Gustaf friherre till Ulaborg Död ogift 1672 |  |  | Carl Gyllenstierna Greve Gyllenstierna af Steninge | Carl Gyllenstierna Greve Gyllenstierna af Steninge | Carl Gyllenstierna Greve Gyllenstierna af Steninge | Carl Gyllenstierna Greve Gyllenstierna af Steninge | Carl Gyllenstierna Greve Gyllenstierna af Steninge | Carl Gyllenstierna Greve Gyllenstierna af Steninge |  |  |
| Konrad Gyllenstierna friherre till Ulaborg herre till Nynäs, Årås, Gimo Rävelstad, Kurön Johannisberg och Vartofta.                | Konrad Gyllenstierna friherre till Ulaborg herre till Nynäs, Årås, Gimo Rävelstad, Kurön Johannisberg och Vartofta. | Konrad Gyllenstierna friherre till Ulaborg herre till Nynäs, Årås, Gimo Rävelstad, Kurön Johannisberg och Vartofta. | Konrad Gyllenstierna friherre till Ulaborg herre till Nynäs, Årås, Gimo Rävelstad, Kurön Johannisberg och Vartofta. | Konrad Gyllenstierna friherre till Ulaborg herre till Nynäs, Årås, Gimo Rävelstad, Kurön Johannisberg och Vartofta. | Konrad Gyllenstierna friherre till Ulaborg herre till Nynäs, Årås, Gimo Rävelstad, Kurön Johannisberg och Vartofta. |  |  | Christopher Gyllenstierna Greve Gyllenstierna af Ericsberg | Christopher Gyllenstierna Greve Gyllenstierna af Ericsberg | Christopher Gyllenstierna Greve Gyllenstierna af Ericsberg | Christopher Gyllenstierna Greve Gyllenstierna af Ericsberg | Christopher Gyllenstierna Greve Gyllenstierna af Ericsberg | Christopher Gyllenstierna Greve Gyllenstierna af Ericsberg |  |  | Gustaf friherre till Ulaborg Död ogift 1672 | Gustaf friherre till Ulaborg Död ogift 1672 | Gustaf friherre till Ulaborg Död ogift 1672 | Gustaf friherre till Ulaborg Död ogift 1672 | Gustaf friherre till Ulaborg Död ogift 1672 | Gustaf friherre till Ulaborg Död ogift 1672 |  |  | Carl Gyllenstierna Greve Gyllenstierna af Steninge | Carl Gyllenstierna Greve Gyllenstierna af Steninge | Carl Gyllenstierna Greve Gyllenstierna af Steninge | Carl Gyllenstierna Greve Gyllenstierna af Steninge | Carl Gyllenstierna Greve Gyllenstierna af Steninge | Carl Gyllenstierna Greve Gyllenstierna af Steninge |  |  |
| Erik Konradsson till Nynäs Stupade ogift 1709 i slaget vid Poltava Med honom utgick ätten Gyllenstierna af Ulaborg på svärdssidan. | | | | | |  |  |                                                            |                                                            |                                                            |                                                            |                                                            |                                                            |  |  |                                             |                                             |                                             |                                             |                                             |                                             |  |  |                                                    |                                                    |                                                    |                                                    |                                                    |                                                    |  |  |

## Grevliga ätten Gyllenstierna af Ericsberg
Grevlig ätt nr: 24, tillhör den ursprungliga riddarklassen. Utslocknad år 1733.

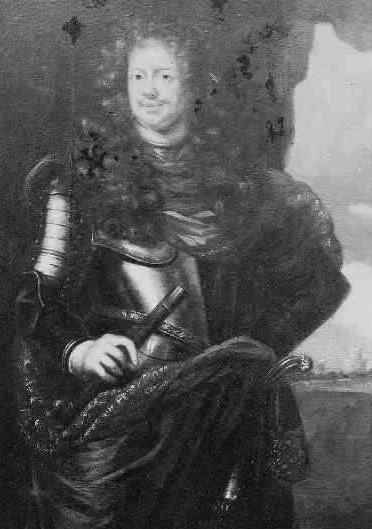
Kristofer Gyllenstierna.

Stamfadern Kristofer Gyllenstierna af Ericsberg (1639–1705) var militär, riksråd 1681, överståthållare 1682, Friherre till Strömsbro i Svinstads socken, Östergötlands län samt herre till Ericslund, Tyresö, Farsta, Väsby, Gällenäs, Krapperup, Örja och Resitza.
Han föddes 1639 på Viborgs slott och var son till son Erik Karlsson Gyllenstierna, vilken tillhörde friherrliga Gyllenstierna af Ulaborg.
Gyllenstierna var guvernör över Västernorrland, kungligt råd 1681, överståthållare 1682 samt medlem av förmyndarregeringen 1697.
Han deltog förtjänstfullt i skånska kriget och tjänstgjorde bland annat under slaget vid Lund, där han ådrog sig inte färre än 19 blödande sår, och slaget vid Landskrona (1677). Han var med i slagen vid Halmstad och Lund, i vilket senare han fick nitton svåra blessyrer och låg så länge bland de fallna på slagfältet, att blodet nästan var förrunnet.
Kristofer Gyllenstierna upphöjdes 1687 i grevligt stånd med Ericsberg som grevskap. och introducerades 1689 under nr 24 med namnet Gyllenstierna af Ericsberg.
Han gifte sig 1696 med prinsessan Katarina av Pfalz-Zweibrücken, dotter till pfalzgreven Adolf Johan och kusin till kung Karl XI.
Kristofer Gyllenstierna dog 1705 i Stockholm, begraven i Tyresö kyrka Stockholms län.
Hans son Carl Adolf till Ericsberg, Strömsbro, Erikslund, Farsta, Väsby, Gällenäs, Krapperup och Örja föddes 1699 i Stockholm blev som ogift ihjälstucken i Karlskrona 1733 av kaptenlöjtnanten friherre Vilhelm Krassow.
Han begravdes samma år i Tyresö kyrka och slöt ätten på svärdssidan.

## Grevliga ätten Gyllenstierna af Steninge
Grevlig ätt nr: 34. Utslocknad år 1723.

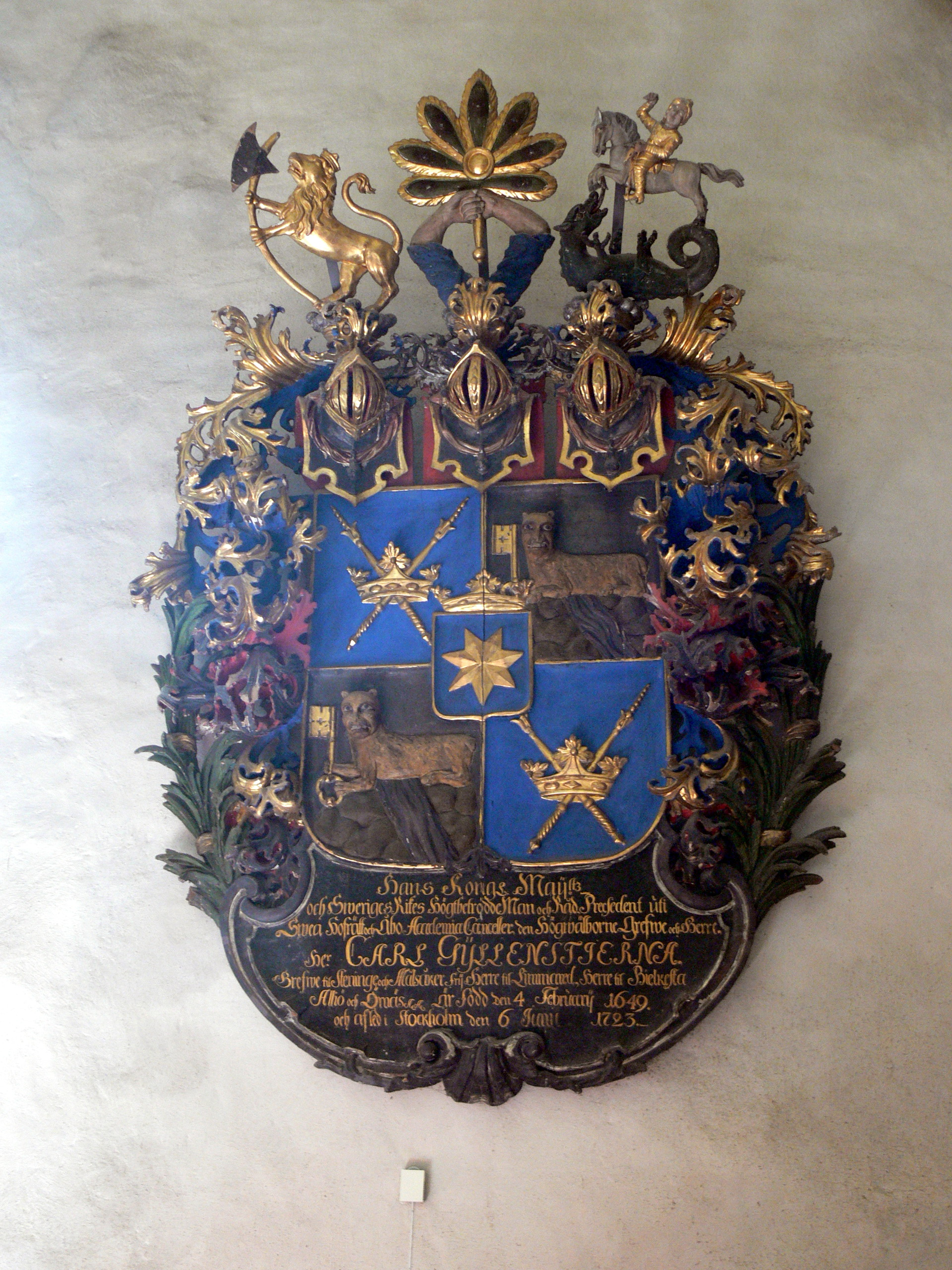
Karl Gyllenstiernas vapen i Ytterselö kyrka

Karl Gyllenstierna af Ulaberg (1649–1723) var son till  friherre Erik Karlsson Gyllenstierna af Ulaborg.
Född 1649 var han friherre till Limmared i Tranemo socken, Älvsborgs län, herre till Algö i Överselö socken, Södermanlands län, Bjälkesta i Giresta socken, och Örnäs i Västra Ryds socken, samt Yxkullshof.
Han blev hovstallmästare 1672, riksråd, överstemarskalk och rikskammarråd 1687.
Samma år upphöjdes han till greve och erhöll grevskapet Steninge i Ärlinghundra-Husby socken, i Stockholms län.
Han introducerades 1689 under nr 34 och namnet greve Gyllenstierna af Steninge.
Gyllenstierna var ledamot av defensionskommissionen 1700, avgick från rikskammarrådsämbetet 1711, var president i Svea hovrätt 1718, Åbo akademis kansler 1719.
Karl Gyllenstierna var gift 1706 på Ulriksdals slott med friherrinnan Anna Maria Soop af Limingo, men dog barnlös 1723 i Stockholm och slöt själv sin grevliga ätt.
Han jordfästes samma år i Riddarholmskyrkan, och är begraven i Wachtmeisterska graven i Ytterselö kyrka i Södermanlands län, där hans vapen uppsattes.

## Gyllenstierna af Fogelvik

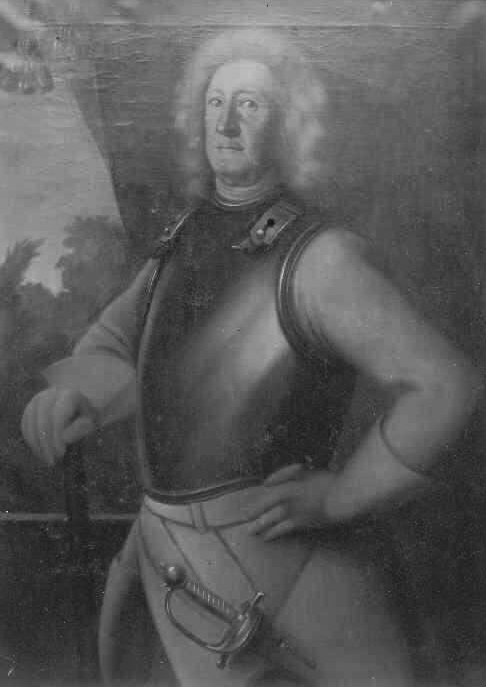
Nils Gyllenstierna

Grevlig ätt nr: 47. Utslocknad år 1720.
Riksrådet och generalen av kavalleriet sedermera fältmarskalken och presidenten i Krigskollegium friherre Nils Karlsson Gyllenstierna af Lundholm (1648–1720), Han var son till Carl Gyllenstierna af Lundholm.
Han blev kungligt råd 1705, och upphöjdes i grevlig värdighet 20 juni 1706, i Huvudkvarteret Jaroslavice i Wolhynien av kung Karl XII.
Han introducerades 17 december 1713 (vilket senare skulle räknas som 1719 p.g.a bytet till Gregoriansk kalender 1753) under nr 47 med namnet greve Gyllenstierna af Fogelvik.
Han slöt själv ätten Gyllenstierna af Fogelvik på svärdssidan 30 mars 1720, och hans dotter ärvde Fågelvik.
Karl Knutsson (Bonde) tycks ha gett bort Fågelvik till sin dotter Kristina omedelbart efter hennes bröllop (1446) med riddaren Erik Eriksson till Fågelvik, stamfader för svenska ätten 'Gyllenstierna, i vars ägo Fågelvik var till början av 1700-talet, då det genom greve Nils dotters giftermål (1711) med greve Arvid Horn senare kom till ätten Horn af Kanckas.

## Kända Gyllenstierna
- Knud Henriksen Gyldenstierne d.ä. (död 1469), danskt riksråd
- Knud Pedersen Gyldenstierne (död 1552), danskt riksråd
- Knud Henriksen Gyldenstierne d.y. (död 1568), danskt riksråd och biskop
- Mogens Gyldenstierne (1481–1569), dansk riksråd, befälhavare över danska flottan
- Axel Knudsen Gyldenstierne (ca 1542–1603), riksråd, ståthållare i Norge
- Erik Eriksson (Gyllenstierna) d.ä. (död 1477 eller 1478), stamfader för den svenska grenen av ätten Gyllenstierna
  - Erik Eriksson (Gyllenstierna) d.y. (–1502)
    - Karl Eriksson (Gyllenstierna) (–1541), stamfader för Vinstorpsgrenen av ätten, riksråd.
    - Göran Eriksson (Gyllenstierna) (–1576). stamfader för Fågelviksgrenen av ätten, riksråd.

  - Nils Eriksson (Gyllenstierna) (död 1495), riksråd.
    - Kristina Nilsdotter (Gyllenstierna) (–1559), maka till Sten Sture den yngre
- Mary-Anne Gyllenstierna (1926–2012), donator, maka till fabrikören Bertil Weitz

## Vapen, grevliga grenar

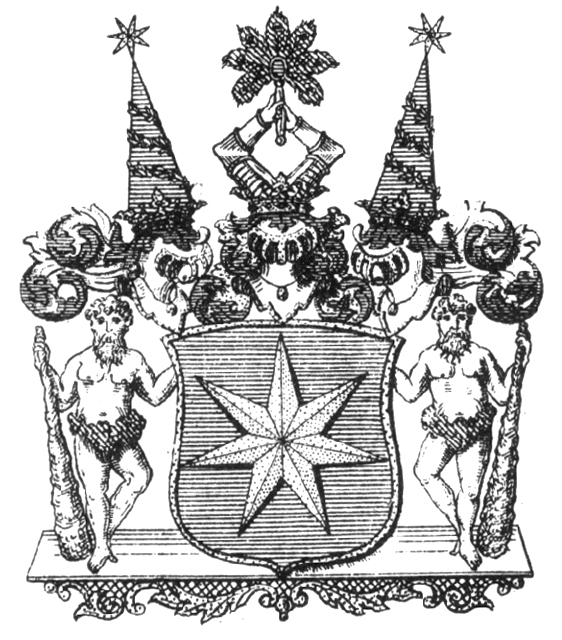
af Björkesund och Helgo, 1674, Johan och Nils Göransson Gyllenstierna
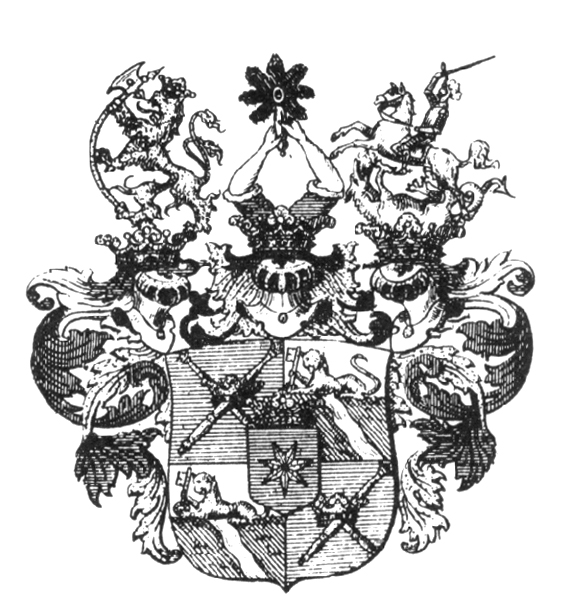
af Steninge, 1687, Karl Gyllenstierna.
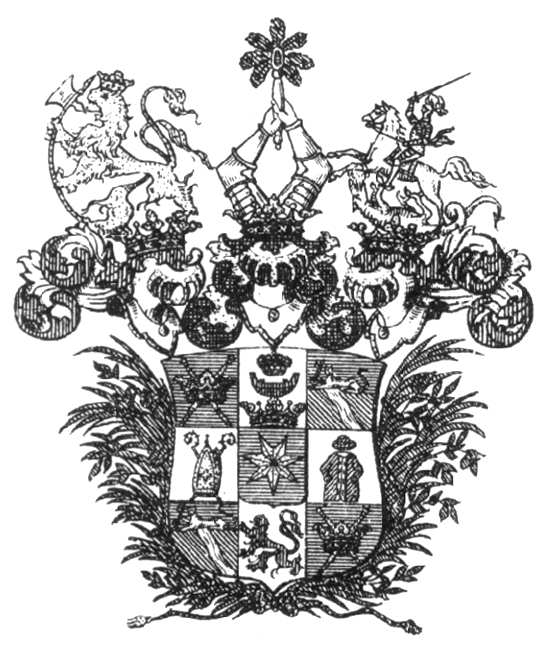
af Ericsberg, 1682, Kristofer Gyllenstierna.
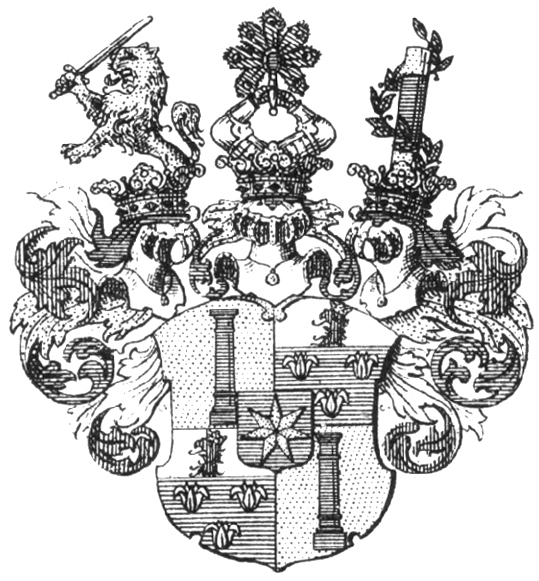
af Fogelvik, 1706, Nils Karlsson Gyllenstierna.